# Санкции против России (2014)

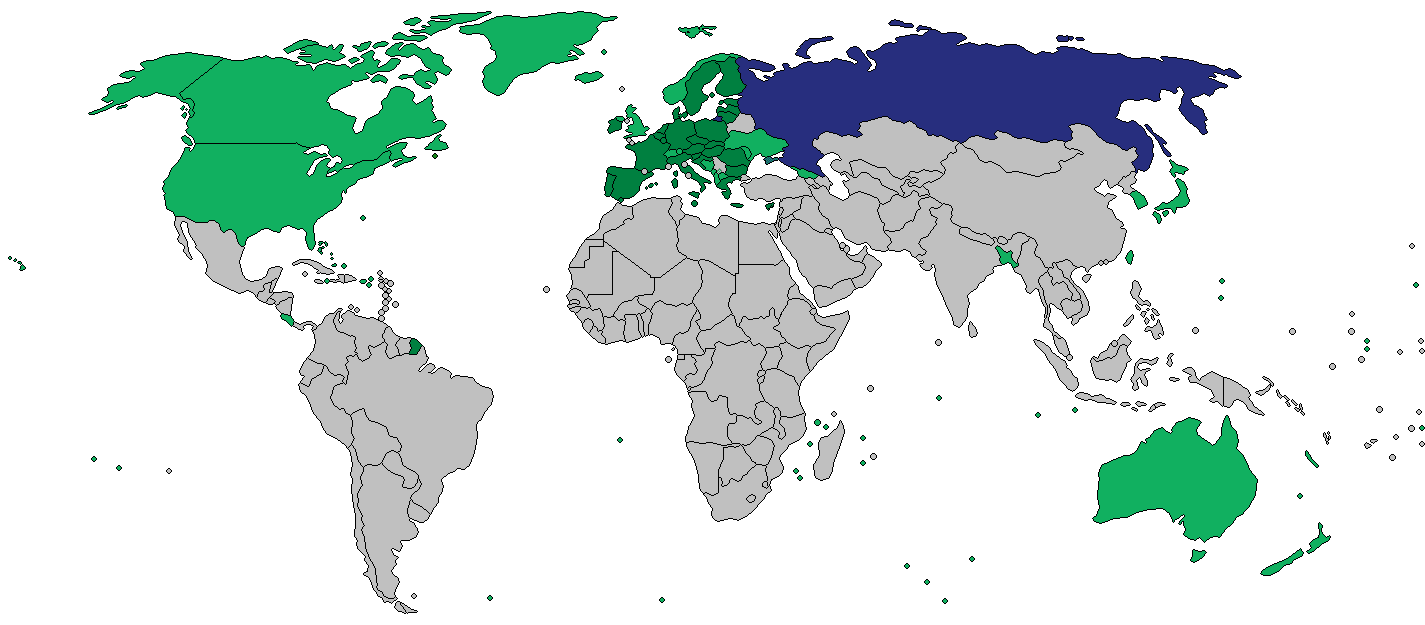
Страны, которые ввели санкции против России в связи с её действиями по отношению к Украине:
Европейский союз
другие страны
Россия

Са́нкции в связи́ с анне́ксией Кры́ма и войно́й в Донба́ссе — ограничительные политические и экономические меры, введённые рядом государств и организаций в отношении ряда российских организаций, политиков и общественных деятелей, отдельных отраслей российской экономики в связи с 
аннексией Крыма Россией в 2014 году и событиями на Донбассе. Инициатором введения санкций стало руководство США, под давлением которого, рискуя понести экономический ущерб, к санкциям присоединились страны Евросоюза. Санкции также поддержали государства Большой семёрки и некоторые другие страны, являющиеся партнёрами США и ЕС. Высказываются мнения, что по вопросу наложения санкций руководство США оказывало давление не только на Евросоюз.
По мнению ряда экспертов в начале 2015 года, санкции стали одной из причин значительной девальвации рубля. По мнению других экспертов, девальвация была вызвана не санкциями, а снижением цен на нефть.
Страны Евросоюза испытали негативное воздействие как своих собственных санкций, так и ответных действий России.
В проекте «Основных направлений денежно-кредитной политики на 2016—2018 гг.», разработанном Центральным банком РФ в 2015 году, введённые против России санкции назывались в числе главных факторов, которые, по мнению авторов документа, должны были препятствовать росту российской экономики в период 2016—2018 гг. В докладе ООН «World Economic Situation and Prospects 2015. Update as of mid-2015» санкции упоминались в числе трёх основных факторов, оказывающих негативное влияние на потенциал роста суммарного ВВП СНГ в 2015—2016 гг. (наряду с вооружённым конфликтом на востоке Украины и падением цен на нефть).
На втором этапе (2016—2020 годы), по мнению ряда экономистов и МВФ, введённые ограничения привели к смешанному влиянию на российскую экономику, которая хотя и успешно адаптировалась к санкционному давлению, в перспективе может понести существенные убытки из-за отсутствия доступа к современным западным технологиям.
Наложенные на Россию после вторжения в Крым санкции не были вполне эффективны, не поменяли стратегические цели России в отношении Украины, и не предотвратили полномасштабное российское вторжение в Украину в 2022 году. Санкции, однако, были частично эффективны в том, что ограничили операционные цели России в Украине, ограничили ее наступление в Украину, сделали аннексию Крыма более накладной. Согласно исследователю санкций Кристине Эбели,  вызванная санкциями заморозка российского наступления на Украину позволила Украине увеличить свой военный потенциал.

## Предыстория
Ещё во время Евромайдана руководства США и Европейского союза, выступавшие в поддержку оппозиции, заявляли о возможности введения санкций в отношении государственного руководства Украины. 22 января 2014 года посольство США на Украине объявило об аннулировании виз граждан Украины, «связанных с применением силы», — «в ответ на действия против протестующих на Майдане в ноябре и декабре 2013 года». 20 февраля Совет Европейского союза принял решение о введении «точечных санкций», в том числе замораживания счетов и запрета на въезд в ЕС, в отношении лиц, ответственных за «нарушение прав человека, насилие и чрезмерное применение силы», а также приостановил экспорт военного и полицейского спецоборудования, которое может быть использовано для «репрессий внутри страны».
С начала аннексии Крыма позиция западного сообщества («Большая семёрка», государства-члены НАТО, Евросоюза, Совета Европы) состояла в осуждении вмешательства России во внутренние дела Украины («российской агрессии») и поддержке территориальной целостности и суверенитета Украины. России были предъявлены требования: соблюдать нормы международного права и существующие международные обязательства, в том числе в рамках Будапештского меморандума, прекратить вмешательство во внутренние дела Украины и перейти к решению всех спорных вопросов с Украиной через политический диалог — в частности, в рамках так называемой контактной группы по Украине.
28 февраля президент США Барак Обама сделал заявление по поводу ситуации на Украине и действий России, указав, что «любое нарушение суверенитета Украины будет глубоко дестабилизирующим, что не соответствует интересам ни Украины, ни России, ни Европы». США, по его словам, поддерживают суверенитет, территориальную целостность и демократическое будущее Украины. 1 марта Государственный департамент США выступил с заявлением, осуждающим «вторжение Российской Федерации и оккупацию территории Украины». 2 марта в ходе телефонного разговора с президентом России Владимиром Путиным президент Обама, по сообщению его пресс-службы, заявил, что «дальнейшее нарушение суверенитета и территориальной целостности Украины со стороны России отрицательно скажется на положении России в международном сообществе и приведёт к ещё большей политической и экономической изоляции». 3 марта Обама обсудил со своими ближайшими советниками возможные шаги по «дальнейшей изоляции России» в ответ на её действия в Крыму. Участники совещания рассматривали различные варианты в отношении России, призванные убедить её «предпринять немедленные шаги по деэскалации» ситуации. В противном случае, предупредили в Белом доме, это будет иметь для Москвы «политические и экономические последствия».
6 марта состоялось внеочередное заседание Европейского совета по Украине, на котором было принято решение считать референдум о аннексии Крыма незаконным, поскольку он не соответствует конституции Украины. Участники заседания призвали Россию немедленно вернуть свои войска в места их постоянной дислокации и обеспечить доступ международных наблюдателей в Крым, а также начать переговоры с Украиной. До тех пор, пока это не будет сделано, участники заседания приняли решение заморозить переговоры с Россией по визам и новому соглашению о партнёрстве и приостановить подготовку к саммиту «Большой восьмёрки». Было заявлено, что решение кризиса должно быть найдено путём переговоров между Украиной и Россией с использованием международного переговорного механизма. В противном случае Евросоюз объявил о намерении предпринять дополнительные меры, включая запрет на поездки в Европу, замораживание активов российских чиновников и отмену следующего саммита Россия — Евросоюз. Если же Россия продолжит свои «действия по дестабилизации ситуации на Украине», это приведёт к «долгосрочным последствиям», включая широкий спектр экономических мер. В тот же день, 6 марта, президент США подписал исполнительный указ, позволяющий применять санкции против лиц, которые, с точки зрения Вашингтона, несут ответственность за нарушение суверенитета и территориальной целостности Украины.

## Санкции и ограничение сотрудничества с Россией
В середине марта 2014 года, после того как Россия, вопреки прозвучавшим предупреждениям, завершила аннексию Крыма, США и Евросоюз, Австралия, Новая Зеландия и Канада ввели в действие первый пакет санкций. Эти меры предусматривали замораживание активов и введение визовых ограничений для лиц, включённых в специальные списки (см. список ЕС и список США), а также запрет компаниям стран, наложивших санкции, поддерживать деловые отношения с лицами и организациями, включёнными в списки. Помимо указанных ограничений, было также предпринято сворачивание контактов и сотрудничества с Россией и российскими организациями в различных сферах.
Последующее расширение санкций (апрель-май) было связано с обострением ситуации на востоке Украины. Организаторы санкций обвинили Россию в действиях, направленных на подрыв территориальной целостности Украины, — в частности, в поставке оружия пророссийским сепаратистам.
Следующий виток санкций был связан с катастрофой Boeing 777 в Донецкой области 17 июля 2014 года, причиной которой, по мнению руководства ряда государств, стали действия сепаратистов, поддерживаемых Россией.

### Международные организации
Организация Североатлантического договора:
- 6 марта 2014 года приостановила проведение военных и гражданских встреч с Россией, а также отказалась от планирования совместных военных миссий[44].
- 17 марта приостановила практическое сотрудничество с Россией и исключила её из процесса ликвидации сирийского химического оружия[45][нет в источнике].
- 1 апреля приостановила все формы сотрудничества с Россией, кроме переговоров на уровне послов и выше[46].
- 5 апреля Парламентская ассамблея НАТО прекратила сотрудничество с Федеральным собранием Российской Федерации[47].
- 7 апреля закрыла свободный доступ к штаб-квартире всем работникам миссии России при Организации Североатлантического договора, за исключением посла, его заместителя и двух помощников[48].
- 30 мая отозвала ассоциированное членство российского парламента в Парламентской Ассамблее НАТО[49].
- 7 августа генеральный секретарь НАТО Андерс Фог Расмуссен во время визита в Киев заявил, что организация прекращает сотрудничество с Российской Федерацией[50].

 12 марта 2014 года Организация экономического сотрудничества и развития решением управляющего совета приостановила процесс принятия России в свой состав и объявила об усилении сотрудничества с Украиной.
 Европейский союз:
- Решением Совета Европейского союза от 17 марта 2014 года[52] ввёл санкции против 21 российского и крымского политика и чиновника (физических лиц), в частности: запрет им въезда на территорию Евросоюза или транзита, а также замораживание «всех средств и экономических ресурсов, которые принадлежат, находятся в собственности или контролируются данными лицами»[52][53].
- 20 марта отменил проведение саммита ЕС-Россия, намечавшегося на июнь того же года[54].
- 21 марта «ввиду тяжести ситуации»[55] включил в список лиц, против которых вводятся санкции, двенадцать государственных и военных деятелей РФ и Крыма, а также руководителя агентства «Россия сегодня» Д. Киселёва[56].
- 25 марта запретил посольствам своих стран в России выдавать жителям Крыма все виды виз[57].
- 17 апреля Европейский парламент принял резолюцию рекомендательного характера, в которой призвал отказаться от строительства газопровода «Южный поток»[58].
- 28 апреля принял решение о расширении списка лиц, против которых вводятся санкции, на 15 человек,[59] имена которых были опубликованы 29 апреля того же года[60][61].
- 12 мая расширил список лиц, против которых вводятся санкции, на 13 человек, а также ввёл санкции против компаний «Черноморнефтегаз» и «Феодосия»[62]. Также заявил о введении санкций против крымских компаний, конфискованных у Украины[63] и призвал все страны — члены ООН принять экономические, торговые и финансовые меры против России из-за аннексии Крыма и Севастополя Россией[64].
- 14 мая отказался от участия в конференции «Энергетический диалог Россия — ЕС: газовый аспект» проходящей в Брюсселе[65].
- 12 июля расширил санкционный список на 11 человек[66].
- 18 июля Европейский инвестиционный банк, по рекомендации Европейского совета, прекратил новое финансирование проектов в России[67][68][69].
- 26 июля расширил санкционный список на 15 человек и 18 организаций, из них 9 — субъекты, обвиняемые в подрыве территориальной целостности, суверенитета и независимости Украины: «Луганская Народная Республика», «Донецкая Народная Республика», «Федеративное государство Новороссия», Международный союз общественных объединений «Всевеликое войско Донское», радикальная военизированная организация «Соболь», «Луганская гвардия», «Армия Юго-Востока», «Народное ополчение Донбасса», батальон «Восток»[70]; 9 — крымские компании, сменившие собственника после одностороннего провозглашения самостоятельности АР Крым: государственная судоходная компания «Керченская паромная переправа», государственное предприятие «Севастопольский морской торговый порт», государственное предприятие «Керченский морской торговый порт», государственное предприятие «Универсал-Авиа», санаторий «Нижняя Ореанда», республиканское предприятие «Азовский ликеро-водочный завод», национальное производственно-аграрное объединение «Массандра», государственное предприятие «Агрофирма „Магарач“» Национального института винограда и вина «Магарач», государственное предприятие «Завод шампанских вин „Новый свет“»[71][72].
- 30 июля ввёл санкции против 8 человек, а также против Российского национального коммерческого банка, концерна ПВО «Алмаз-Антей» и авиакомпании «Добролет»[73]. Также ввёл санкции в сферах торговли и инвестиций против Крыма и Севастополя[74][75]:
  - Установлен запрет на инвестиции в инфраструктурные, транспортные, телекоммуникационные и энергетические секторы, а также добычу нефти, газа и минералов. Запрещена поставка оборудования для этих секторов, а также оказание для них финансовых и страховых услуг.
  - Установлен запрет на покупку более 250 наименований товаров, среди которых полезные ископаемые минералы и углеводороды.
  - Европейским финансовым структурам запрещено выдавать кредиты или приобретать доли в проектах, которые затронуты секторальными санкциями.
- 31 июля ввёл санкции против «Сбербанка России», банка ВТБ, «Газпромбанка», «Внешэкономбанка», «Россельхозбанка». Также ввёл эмбарго на импорт и экспорт оружия в Россию; запрет на экспорт товаров двойного назначения и технологий для военного использования в Россию или российским конечным военным пользователям. Обязал экспортёров получать предварительное разрешение компетентных органов государств-членов на экспорт определённых видов энергетического оборудования и технологий в Россию, а также ввёл запрет на поставки в Россию высокотехнологичного оборудования для добычи нефти в Арктике, на глубоководном шельфе и сланцевой нефти[76][77].
- 12 сентября ввёл ряд санкций[78]:
  - Запретил организацию долгового финансирования трёх топливно-энергетических компаний России: «Роснефти», «Транснефти», «Газпром нефти». Запрещены торговля облигациями этих компаний со сроком обращения свыше 30 дней и участие в организации выпусков таких бумаг.
  - Ужесточил ограничения на предоставление займов и инвестиционных услуг для пяти российских банков: «Сбербанка России», ВТБ, «Газпромбанка», «Внешэкономбанка», «Россельхозбанка». Запрещена выдача им кредитов сроком более 30 дней, приобретение и торговля их новыми облигациями, акциями и подобными фининструментами сроком обращения более 30 дней.
  - Запретил организацию долгового финансирования для трёх крупнейших оборонных концернов России: «Уралвагонзавода», «Оборонпрома», «Объединённой авиастроительной корпорации».
  - Включил в санкционный список девять российских оборонных концернов: концерн «Сириус», «Станкоинструмент», «Химкомпозит», концерн «Калашников», Тульский оружейный завод, «Технологии машиностроения», НПО «Высокоточные комплексы», концерн ПВО «Алмаз-Антей» и НПО «Базальт».
  - Включил в санкционный список 24 человека.
- 29 ноября внёс в санкционный список 13 человек и организации «Донецкая республика», «Мир Луганщине», «Свободный Донбасс», «Народный союз» и «Луганский экономический союз»[79].
- 4 декабря уточнил формулировки санкций по нефтедобыче, введённых против России. Согласно внесённым правкам, ограничения касаются оборудования не только для российской территории, но и для её исключительной экономической зоны и морского шельфа. В то же время было уточнено, что под запрет поставок подпадает только техника и оборудование «для разведки и добычи нефти на глубине более 150 м на морском шельфе за Полярным кругом» и для «проектов, которые потенциально могут использоваться для разведки и добычи сланцевой нефти путём гидроразрыва», а также что данное ограничение не касается проектов по разведке и добыче нефти, «залегающей в обычных резервуарах, сквозь сланцевый слой». Кроме того, поправками была разрешена поставка в Россию оборудования для нефтедобычи, которое оказалось под санкционным запретом, в случае необходимости ликвидации техногенной катастрофы, «которая может представлять серьёзную или значительную опасность для окружающей среды и здоровья людей» (в этом случае поставки осуществляются без какого-либо разрешения, если европейский поставщик сообщит о них надзорным органам в течение пяти рабочих дней)[80][81].
- 20 декабря запретил инвестиции в Крым и Севастополь[82][83]:
  - Для европейских и базирующихся в Европейском союзе компаний введён запрет на покупку недвижимости и предприятий в Крыму, финансирование крымских компаний и предоставление связанных с эти услуг, оказание туристических услуг в Крыму (исключением для захода туристических лайнеров являются только чрезвычайные ситуации);
  - Также ввёл запрет на поставки в Крым около 200 наименований товаров, в частности, технологии, которые касаются транспортного, телекоммуникационного и энергетического секторов, а также разведки и добычи газа, нефти и минеральных ресурсов, и драгоценные металлы — золото, серебро и платину, а также полуфабрикаты из них;
  - Кроме того, запретил оказание технической помощи и предоставление строительных и инженерных услуг, связанных с инфраструктурой полуострова.
- 16 февраля 2015 года ввёл санкции против 19 человек и 9 организаций, среди которых Казачья национальная гвардия, батальоны «Спарта», «Сомали», «Заря», «Оплот», «Кальмиус», «Смерть», бригада «Призрак» и движение «Новороссия»[84].
- 13 марта продлил до 15 сентября 2015 года санкции против 151 человека и 37 юридических лиц[85].
- 2 июня ограничил свободный доступ в Европейский парламент российскому послу и ещё одному российскому дипломату, приостановил оценку запросов членов Государственной думы и Совета Федерации на индивидуальной основе и приостановил парламентское сотрудничество в рамках Комитета Россия-ЕС[86].
- 19 июня продлил санкции против Крыма до 23 июня 2016 года[87].
- 22 июня продлил санкции против России до 31 января 2016 года[88].
- 14 сентября продлил санкции против 149 физических и 37 юридических лиц до 15 марта 2016 года и исключил из списка умерших лиц[89].
- 21 декабря продлил санкции против России до 31 июля 2016 года[90].
- 10 марта 2016 года продлил санкции в отношении 146 физических и 37 юридических лиц до 15 сентября 2016 года[91].
- 15 марта рекомендовал европейским банкам воздержаться от покупки российских гособлигаций[92].
- 17 июня продлил санкции против Крыма до 23 июня 2017 года[93].
- 2 июля продлил санкции против России до 31 января 2017 года[94].
- 16 сентября продлил санкции против 146 физических и 37 юридических лиц до 15 марта 2017 года[95].
- 9 ноября ввёл санкции против 6 человек[96].
- 19 декабря продлил санкции против России до 31 июля 2017 года[97].
- 15 марта 2017 года продлил санкции против 150 физических и 37 юридических лиц на полгода и исключил из списка умерших лиц[98].
- 19 июня продлил санкции против Крыма до 23 июня 2018 года[99]
- 29 июня продлил санкции против России до 31 января 2018 года[100].
- 4 августа ввёл санкции против 3 человек и ОАО «ВО „Технопромэкспорт“», ООО «ВО „Технопромэкспорт“», ЗАО «Интеравтоматика»[101][102].
- 14 сентября продлил санкции против 149 человек и 38 организаций до 15 марта 2018 года[103]
- 21 ноября ввёл санкции против губернатора Севастополя Дмитрия Овсянникова[104].
- 22 декабря продлил санкции против России до 31 июля 2018 года[105].
- 12 марта 2018 года продлил санкции против 150 человек и 38 организаций до 15 сентября 2018 года[106].
- 14 мая ввёл санкции против 5 человек, организовавших выборы президента Российской Федерации в Крыму и Севастополе[107].
- 18 июня продлил санкции против Крыма и Севастополя до 23 июня 2019 года[108].
- 9 июля продлил санкции против России до 31 января 2019 года[109].
- 30 июля ввёл санкции против шести компаний, принимающих участие в строительстве Крымского моста и подходящей к нему со стороны Крыма автодороги «Таврида»: ООО «Стройгазмонтаж» и его дочерней компании ООО «СГМ-Мост», АО «ВАД», судостроительного завода «Залив», ПАО «Мостотрест», АО «Институт Гипростроймост — Санкт-Петербург»[110]
- 13 сентября продлил санкции против 155 физических лиц и 44 организаций до 15 марта 2019 года[111].
- 18 июня 2020 года продлил санкции, введенные в связи с аннексией Крыма к России, до 23 июня 2021 года[112]
- 29 апреля 2021 года Европейский парламент принял рекомендательную резолюцию, призывающую отключить России от системы SWIFT и ввести нефтегазовое эмбарго в случае «перерастания наращивания российских войск на границе с Украиной во вторжение на Украину со стороны России»[113][114]
- 11 октября 2021 года Совет ЕС добавил в санкционный список ещё восемь россиян, которые, по мнению ЕС, способствовали нарушению территориальной целостности Украины. По состоянию на 11 октября 2021 года в санционном списке находились 185 человек и 48 организаций[115].

G8 «Большая восьмёрка»:
- 18 марта 2014 года отменила саммит «Группы восьми», который должен был пройти в июне в Сочи[116]
- 25 марта приостановила участие России[117].

 19 марта 2014 года Европейская ассоциация свободной торговли приостановила переговоры о заключении договора о зоне свободной торговли с Таможенным союзом России, Казахстана и Белоруссии.
 Европейская организация по безопасности аэронавигации:
- 2 апреля 2014 года проинформировала пользователей воздушного пространства о запрете, введённом Госавиаслужбой Украины, на осуществление авиаперелётов в Крым[119].
- 4 апреля выпустила обязательную к исполнению «рекомендацию» всем авиакомпаниям облетать стороной воздушное пространство Крыма[120].

 Совет государств Балтийского моря:
- 16 апреля 2014 года отменил саммит в Турку[121] и встречу глав МИД[122] ввиду запрета ЕС на встречи на высшем уровне с Россией.
- 9 июня 2015 года отложил проведение саммита до стабилизации ситуации на Украине[122].

 Группа разработки финансовых мер борьбы с отмыванием денег:
- 6 мая 2014 года отказалась проводить запланированное пленарное заседание в Москве, несмотря на то, что Россия в первом полугодии 2014 года являлась председательствующей в организации страной[123].
- 8 мая приняла решение не проводить совместное пленарное заседание с Евразийской группой по противодействию легализации преступных доходов и финансированию терроризма[124].

 Совет Европы:
- 25 мая 2014 года отменил все запланированные мероприятия в России[125].
- 10 апреля лишил российскую делегацию права голоса и запретил её представителям занимать руководящие должности в Парламентской ассамблее Совета Европы[126], а также запретил российским представителям участвовать в миссиях наблюдателей Парламентской ассамблеи Совета Европы до конца 2014 года[127].
- 28 января 2015 года продлил ограничения для российской делегации в Парламентской ассамблее Совета Европы до апреля 2015 года[128].
- 20 апреля продлил ограничения для российской делегации в Парламентской ассамблее Совета Европы до июня 2015 года[129].
- 24 июня продлил ограничения для российской делегации в Парламентской ассамблее Совета Европы до января 2016 года[130].
- 26 января 2016 года признал законной практику введения санкций против депутатов, которые посещают неконтролируемые территории, в том числе Крым[131].

 Европейский банк реконструкции и развития:
- 23 июля 2014 года заморозил принятие решений о новых проектах в России[132].
- 9 мая 2017 года большинство акционеров ЕБРР высказалось за то, чтобы пока не возобновлять финансирование инвестиций в новые проекты в России[133][134].
- 3 октября заявил о закрытии региональных представительств в Екатеринбурге, Красноярске, Ростове-на-Дону, Владивостоке и Самаре[134][значимость факта?].

 12 сентября 2014 года Командование воздушно-космической обороны Северной Америки отменило совместные военные учения с Россией «Vigilant Eagle», которые должны были пройти у побережья Аляски.
 ООН:
- Всемирный банк:
  - В 2014 году Международный банк реконструкции и развития заморозил принятие решений о новых проектах в России[136].

 В 2014 году, из-за ситуации на Украине, Северный совет отложил проведение весеннего круглого стола с российскими парламентариями, который должен был состояться в Стокгольме.
Международная ассоциация морских кадетов:
- В 2014 году предупредила о нежелательности участия российской стороны в форуме, проходившем в Канаде, и приняла решение о перенесении конференции Международной ассоциации морских кадетов, запланированной на 2016 год, из Великого Новгорода в Индию[138].
- 25 июня 2015 года аннулировала приглашение российской делегации на конференцию Международной ассоциации морских кадетов в Нидерландах[138].

### Отдельные страны

#### Государства
Австралия:
- 4 марта 2014 года отменила ряд правительственных визитов в Россию[139].
- 19 марта заморозила счета, а также запретила въезд восьми гражданам России и четверым гражданам Украины, «которые играют важную роль в российской угрозе суверенитету и территориальной целостности Украины»[140][141].
- 21 мая расширила свой санкционный список на 38 россиян и украинцев, а также 11 компаний[142][143].
- 1 сентября ввела запрет на: поставки России вооружения и оборудования для нефтегазовой сферы, доступ российских государственных банков на австралийский рынок капитала, инвестиции в Крым или торговлю с ним[144].
- 2 сентября расширила санкционный список на 63 физических лица и 21 компании и организации[145].
- 22 сентября 2017 года продлила введённые ранее санкции на 3 года, внесла в санкционный список новых функционеров и исключила трёх погибших в период с 2014 по 2017 год. По итогам внесённых изменений в австралийском санкционном списке оказалось 48 предприятий и 153 физических лица[146].

 Албания:
- 11 апреля 2014 года присоединилась к индивидуальным санкциям Евросоюза, введённым 17 и 21 марта против 33 российских граждан и пророссийских крымских политиков[147].
- 26 мая присоединилась к санкциям Евросоюза, введённым 28 апреля и 12 мая против 28 российских граждан, пророссийских крымских политиков и пророссийских сепаратистов с восточной Украины, а также компаний «Черноморнефтегаз», «Феодосия» и других крымских предприятий, конфискованных у Украины[148].
- 15 октября присоединилась к санкциям Евросоюза, введённым 12, 26, 30 июля и 12 сентября против 58 российских граждан, пророссийских крымских политиков и пророссийских сепаратистов с восточной Украины, а также 26, 30, 31 июля и 12 сентября против 9 субъектов, обвиняемых в подрыве территориальной целостности Украины, 9 крымских компаний, сменивших собственника после аннексии Крыма Россией, 6 крупнейших российских банков, 3 крупнейших российских топливно-энергетических компаний, 3 крупнейших и 9 более мелких оборонных концернов России, авиакомпании «Добролёт». Также присоединилась к введённым в данный период: санкциям в сфере торговли и инвестиций против Крыма и Севастополя; эмбарго на импорт и экспорт оружия и подобного материала в Россию; запрету на экспорт товаров двойного назначения и технологий для военного использования в Россию или российским конечным военным пользователям; запрету на поставки в Россию высокотехнологичного оборудования для добычи нефти в Арктике, на глубоководном шельфе и сланцевой нефти[149].
- 29 июля 2015 года присоединилась к санкциям Евросоюза, введённым 29 ноября 2014 года и 16 февраля 2015 года против 32 человек и 14 организаций, а также продлению санкций от 13 марта в отношении 151 человека и 37 юридических лиц. Кроме того, присоединилась к: уточнению формулировок санкций по нефтедобыче от 4 декабря 2014 года, запрету инвестиций в Крым и Севастополь от 20 декабря 2014 года, продлению санкций против Крыма от 19 июня 2015 и продлению санкций против России от 22 июня 2015 года[150].
- 20 июля 2016 года присоединилась к продлению санкций Евросоюза против Крыма от 17 июня 2016 года[151].
- 24 октября присоединилась к продлению санкций Евросоюза против 146 человек и 37 организаций от 16 сентября 2016 года[152].
- 5 мая 2017 года присоединилась к продлению санкций Евросоюза против 150 физических и 37 юридических лиц на полгода и исключению из списка умерших лиц от 15 марта 2017 года[153].
- 28 июля присоединилась к продлению санкций Евросоюза против Крыма от 19 июня 2017 года[154].
- 2 августа присоединилась к продлению санкций Евросоюза против России от 29 июня 2017 года[155].
- 12 октября присоединилась к продлению санкций Евросоюза против 149 человек и 38 организаций до 15 марта 2018 года от 14 сентября 2017 года[156].
- 11 декабря присоединилась к санкциям Евросоюза против «губернатора Севастополя» Дмитрия Овсянникова от 21 ноября 2017 года[157].
- 31 января 2018 года присоединилась к продлению санкций Евросоюза против России от 22 декабря 2017 года[158].
- 18 июля присоединилась к продлению санкций Евросоюза против Крыма от 18 июня 2018 года[159].
- 31 августа присоединилась к продлению санкций Евросоюза против России от 9 июля 2018 года[160].
- 22 октября присоединилась к продлению санкций Евросоюза против 155 физических лиц и 44 организаций до 15 марта 2019 года от 13 сентября 2018 года[161].
- 12 марта 2022 года присоединилась к продлению санкций ЕС против Виктора Януковича и бывших членов его правительства[162].

 Босния и Герцеговина 12 марта 2022 года присоединилась к санкциям ЕС против Виктора Януковича и бывших членов его правительства
 Великобритания:
- 13 марта 2014 года приостановила военное сотрудничество с Россией, в том числе остановила поставки в Россию предметов военного назначения и отменила запланированные совместные военные учения[163][164].
- 15 мая отказалась участвовать в 14-й министерской встрече Международного энергетического форума в Москве в связи с позицией России по Украине[165].
- 13 июля исключила Россию из списка стран, которым разрешено приобретать британскую авиапродукцию, и отказала в выдаче виз членам российской делегации, которая должна была представлять Россию на авиасалоне «Фарнборо»[166][167].
- 21 июля приостановила действие всех лицензий на поставки оружия, компонентов вооружений и продукции двойного назначения в Россию, а также отменила все визиты на высшем уровне, визиты военных специалистов и командования, поездки инвестиционных и экономических делегаций и полностью заморозила всё военное сотрудничество с Россией[168].
- 28 июля отказалась от поддержки культурного проекта «Год культуры России», от проведения мероприятий были отозваны все британские министры и чиновники[169].
- 16 февраля 2015 года отказала России в участии в выставке оборонных технологий DSEI-2015[170].
- Шотландия:
  - 28 июля также отказалась от поддержки культурного проекта «Год культуры России», министр культуры Шотландии не будет посещать российские мероприятия[169].
  - 1 августа Королевский банк Шотландии сократил общий лимит и ввёл кредитные ограничения на новые операции для российских компаний[171].

 Германия:
- 19 марта 2014 года приостановила выполнение военного контракта с Россией стоимостью 120 млн евро[172].
- 21 марта прекратила экспорт оборонной продукции в Россию[173].
- 19 апреля отказалась участвовать в ежегодных межправительственных российско-германских консультациях в рамках «Петербургского диалога»[174].
- 24 апреля прекратила экспорт военной продукции в Россию[175].
- 28 мая отказала корвету Балтийского флота Российской Федерации «Бойкий» в участии в традиционном морском фестивале «Кильская неделя»[176].
- 4 августа отозвала у компании Rheinmetall разрешение на строительство центра боевой подготовки для российских солдат в посёлке Мулино[177].
- 15 января 2016 года Министерство иностранных дел Германии отказало в выдаче визы министру сельского хозяйства России Александру Ткачёву для участия в выставке «Зелёная неделя-2016», ежегодно проходящей в Берлине. В связи с этим российская делегация заявила о невозможности своего участия в выставке[178].

 Грузия:
Согласно заявлению спецпредставителя премьер-министра Грузии по вопросам отношений с Россией Зураба Абашидзе, объём торговых отношений между Грузией и Россией настолько незначителен, что санкции вводить нет смысла (Грузия разорвала дипломатические отношения с Россией в 2008 году)
- 23 июня присоединилась к санкциям Европейского союза касающимся экспорта продукции, изготавливаемой в Севастополе и Крыму[180].
- 19 июля 2015 года продлила санкции до 31 января 2016 года[180].
- 20 июля 2016 года присоединилась к продлению санкций Евросоюза против Крыма от 17 июня 2016 года[151].
- 28 июля 2017 года присоединилась к продлению санкций Евросоюза против Крыма от 19 июня 2017 года[154].
- 18 июля 2018 года присоединилась к продлению санкций Евросоюза против Крыма от 18 июня 2018 года[159].

 Исландия:
- 11 апреля 2014 года присоединилась к индивидуальным санкциям Евросоюза, введённым 17 и 21 марта против 33 российских граждан и пророссийских крымских политиков[147].
- 26 мая присоединилась к санкциям Евросоюза, введённым 28 апреля и 12 мая против 28 российских граждан, пророссийских крымских политиков и пророссийских сепаратистов с восточной Украины, а также компаний «Черноморнефтегаз», «Феодосия» и других крымских предприятий, конфискованных у Украины[148].
- 15 октября присоединилась к санкциям Евросоюза, введённым 12, 26, 30 июля и 12 сентября против 58 российских граждан, пророссийских крымских политиков и пророссийских сепаратистов с восточной Украины, а также 26, 30, 31 июля и 12 сентября против 9 субъектов, обвиняемых в подрыве территориальной целостности Украины, 9 крымских компаний, сменивших собственника после аннексии Крыма Россией, 6 крупнейших российских банков, 3 крупнейших российских топливно-энергетических компаний, 3 крупнейших и 9 более мелких оборонных концернов России, авиакомпании «Добролет». Также присоединилась к введённым в данный период: санкциям в сферах торговли и инвестиций против Крыма и Севастополя; эмбарго на импорт и экспорт оружия и подобного материала в Россию; запрету на экспорт товаров двойного назначения и технологий для военного использования в Россию или российским конечным военным пользователям; запрету на поставки в Россию высокотехнологичного оборудования для добычи нефти в Арктике, на глубоководном шельфе и сланцевой нефти[149].
- 29 июля 2015 года присоединилась к санкциям Евросоюза, введённым 29 ноября 2014 года и 16 февраля 2015 года против 32 человек и 14 организаций, а также продлению санкций от 13 марта в отношении 151 человека и 37 юридических лиц. Кроме того, присоединилась к: уточнению формулировок санкций по нефтедобыче от 4 декабря 2014 года, запрету инвестиций в Крым и Севастополь от 20 декабря 2014 года, продлению санкций против Крыма от 19 июня 2015 и продлению санкций против России от 22 июня 2015[150].

 Канада:
- 5 марта 2014 года прекратила военное сотрудничество с Россией[181].
- 7 марта выслала со своей территории всех российских военнослужащих[182].
- 17 марта ввела запрет на въезд на территорию страны и заморозила активы семи российских и трёх крымских чиновников[53][183].
- 22 марта ввела санкции против открытого акционерного общества «Акционерный банк „Россия“»[184] и внесла в свой санкционный список ещё 14 российских должностных лиц[185].
- 8 апреля выдворила со своей территории заместителя военного атташе посольства России[186].
- 13 апреля ввела санкции против председателя Севастопольской избирательной комиссии Валерия Медведева, председателя Крымской избирательной комиссии Михаила Малышева и компании «Черноморнефтегаз»[187].
- 16 апреля, являясь государством-председателем Арктического совета, отказалась от участия в его рабочих заседаниях, проходящих в Москве[188].
- 26 апреля отказалась от запуска микроспутника M3MSat с помощью российской ракеты с космодрома Байконур[189].
- 28 апреля ввела дополнительные экономические санкции против девяти российских должностных лиц, а также «Экспобанка» и «РосЭнергоБанка»[190].
- 4 мая распространила санкции на шестнадцать российских банков и компаний[191].
- 13 мая ввела санкции против шести российских чиновников и шести руководителей сепаратистов на востоке Украины[192].
- 15 мая провинция Альберта отказалась от участия в Мировом нефтяном конгрессе в Москве в связи с ситуацией вокруг Украины[193].
- 21 мая расширила санкционный список на одиннадцать граждан России и Украины[194].
- 14 июня расширила санкционный список на 14 представителей сепаратистов на юго-востоке Украины[195].
- 25 июля расширила санкционный список на 190 российских компаний, в их числе «Газпромбанк», «Внешэкономбанк», «Новатэк», Концерн «Калашников» и «Алмаз-Антей», а также самопровозглашённые ДНР и ЛНР и восемь их представителей[196][197], а также отказалась поддерживать проекты Всемирного банка в России[198].
- 6 августа расширила санкционный список для приведения его в большее соответствие со списками США и ЕС на 19 граждан России и Украины и 22 организации и компании, включая банки ВТБ, Банк Москвы, Россельхозбанк, РНКБ, компании, владеющие коммерческими портовыми сооружениями в Керчи и Севастополе, крымские производители вина «Новый Свет» и «Массандра», а также «Федеральное государство Новороссия» и другие вооружённые формирования, действующие на востоке Украины[199][200].
- 16 сентября ввела санкции против «Сбербанка России», предприятий оборонного комплекса ОАО «Долгопрудненское научно-производственное предприятие», ОАО «Машиностроительный завод имени М. И. Калинина», ОАО «Мытищинский машиностроительный завод», ОАО «Научно-исследовательский институт приборостроения имени В. В. Тихомирова» и ОАО «Морской научно-исследовательский институт радиоэлектроники „Альтаир“», а также российского военного руководства: заместителя министра обороны Российской Федерации Дмитрия Булгакова, заместителя министра обороны Российской Федерации — руководителя аппарата Юрия Садовенко, первого заместителя начальника Генерального штаба Вооружённых сил Российской Федерации Николая Богдановского, главнокомандующего Сухопутными войсками Вооружённых сил Российской Федерации Олега Салюкова[201].
- 19 декабря внесла в санкционный список 20 российских и украинских граждан, а также объявила о введении новых ограничений на экспорт технологий, используемых в России для разведки нефти и добывающей промышленности, и новых санкций в финансовой сфере[202].
- 18 февраля 2015 года внесла в санкционный список 37 физических лиц и 17 организаций, в числе которых компании «Роснефть» и «ПроФактор», движения «Новороссия» и «Юго-Восток», организаций «Донецкая республика», «Мир Луганщине», «Свободный Донбасс», «Народный союз», «Луганский экономический союз» и «Оплот», батальонов «Кальмиус», «Смерть», «Сомали», «Спарта», «Заря», бригады «Призрак» и Казачьей национальной гвардии[203][204].
- 29 июня внесла в санкционный список 14 российских организаций и 3 российских граждан, в числе которых компании «Газпром», «Газпром нефть», «Сургутнефтегаз» и «Транснефть», оборонные концерны «Оборонпром», «Станкоинструмент», НПО «Высокоточные комплексы», «Химкомпозит», «Объединённая авиастроительная корпорация», «Тульский оружейный завод» и ОАО «Сириус», фонд «Маршал Капитал», Евразийский союз молодёжи, байкерский клуб «Ночные Волки», а также Александр Дугин, Павел Канищев и Андрей Коваленко. Кроме того, запретила любые торговые операции с Крымом[205].
- 18 марта 2016 года включила в санкционный список 5 человек, а также 14 юридических лиц: 10 российских кампаний — «Инресбанк», Московский областной банк, ОАО «Волгограднефтемаш», АО «Ижевский механический завод», АО «Ижмаш», АО «Технопромэкспорт», АО «Термодинамика холдинг», АО «Техмаш», АО «Русэлектроникс» и АО «Швабе Холдинг» и 4 крымских предприятия — морские порты Евпатории, Феодосии и Ялты, а также Ялтинскую киностудию[206].
- 28 ноября расширила санкционный список на 15 человек[207][208].

 10 февраля 2015 года стало известно о том, что Республика Корея частично участвует в санкциях против России.
 Латвия:
- 20 марта 2014 года приостановила военное сотрудничество с Россией[210].
- 8 апреля прекратила вещание телеканала «Россия» из-за «предвзятого освещения ситуации на Украине»[211].
- 15 апреля прекратила вещание телеканала «РТР-Россия» на три месяца[212].
- 11 июля запретила въезд на свою территорию 16 гражданам России и Евросоюза[213].
- 21 июля запретила въезд на свою территорию Олегу Газманову, Иосифу Кобзону, Алле Перфиловой (Валерии) в связи с тем, что «указанные лица своими действиями способствовали подрыву территориальной целостности и суверенитета Украины»[214].
- 1 ноября запретила въезд на свою территорию Михаилу Пореченкову[215].
- 29 марта 2016 года заблокировала сайт российского новостного агентства Sputnik в доменной зоне .lv[216].
- 7 апреля прекратила вещание телеканала «РТР-Россия» на полгода[217].

 Литва:
- 12 апреля 2016 года ввела санкции против 46 человек, причастных к осуждению Надежды Савченко, Олега Сенцова и Александра Кольченко[218].
- 18 августа официально объявила Олега Газманова персоной нон грата[219].
- 6 декабря запретила въезд судьям Конституционного суда Российской Федерации[220].
- 7 декабря 2018 года ввела санкции против 20 россиян причастных к инциденту в Керченском проливе[221].

 Лихтенштейн:
- 26 мая присоединился к санкциям Евросоюза, введённым 28 апреля и 12 мая против 61 российского гражданина, пророссийского крымского политика и пророссийского сепаратистов с восточной Украины, а также компаний «Черноморнефтегаз», «Феодосия» и других крымских предприятий, конфискованных у Украины[148].
- 15 октября присоединился к санкциям Евросоюза, введённым 12, 26, 30 июля и 12 сентября против 58 российских граждан, пророссийских крымских политиков и пророссийских сепаратистов с восточной Украины, а также 26, 30, 31 июля и 12 сентября против 9 субъектов, обвиняемых в подрыве территориальной целостности Украины, 9 крымских компаний, сменивших собственника после аннексии Крыма Россией, 6 крупнейших российских банков, 3 крупнейших российских топливно-энергетических компаний, 3 крупнейших и 9 более мелких оборонных концернов России, авиакомпании «Добролет». Также присоединилась к введённым в данный период: санкциям в сферах торговли и инвестиций против Крыма и Севастополя; эмбарго на импорт и экспорт оружия и подобного материала в Россию; запрету на экспорт товаров двойного назначения и технологий для военного использования в Россию или российским конечным военным пользователям; запрету на поставки в Россию высокотехнологичного оборудования для добычи нефти в Арктике, на глубоководном шельфе и сланцевой нефти[149].
- 29 июля 2015 года присоединился к санкциям Евросоюза, введённым 29 ноября 2014 года и 16 февраля 2015 года против 32 человек и 14 организаций, а также продлению санкций от 13 марта в отношении 151 человека и 37 юридических лиц. Кроме того, присоединилась к: уточнению формулировок санкций по нефтедобыче от 4 декабря 2014 года, запрету инвестиций в Крым и Севастополь от 20 декабря 2014 года, продлению санкций против Крыма от 19 июня 2015 и продлению санкций против России от 22 июня 2015[150].
- 20 июля 2016 года присоединился к продлению санкций Евросоюза против Крыма от 17 июня 2016 года[151].
- 24 октября присоединился к продлению санкций Евросоюза против 146 человек и 37 организаций от 16 сентября 2016 года[152].

 Молдова:
- 21 марта 2014 года присоединилась к санкциям Европейского союза против России[222].
- 4 июля запретила вещание на своей территории телеканала «Россия-24», а также оштрафовала каналы «РТР-Молдова» и «RenTV-Moldova»[223].
- 7 октября оштрафовала каналы «Prime», «РТР-Молдова», «RenTV-Moldova» и «TV7», а также запретила трансляцию рекламы каналу «RenTV-Moldova» на срок в 72 часа[224][225].
- 18 марта 2015 года запретила въезд на свою территорию автору фильма «Крым. Путь на Родину» Андрею Кондрашову и генеральному директору российского информационного агентства «Россия сегодня», заместителю генерального директора ВГТРК Дмитрию Киселёву[226].
- 23 марта запретила въезд на свою территорию сотруднику агентства «Россия сегодня», радиоведущему и блогеру Армену Гаспаряну[227].

 11 апреля 2014 года Нидерланды приостановили военное сотрудничество с Россией.
 Норвегия:
- 18 марта 2014 года приостановила участие в переговорах о создании зоны свободной торговли между Европейской ассоциацией свободной торговли и Таможенным союзом России, Белоруссии и Казахстана[229].
- 25 марта приостановила военное сотрудничество с Россией до конца мая 2014 года[230].
- 11 апреля присоединилась к индивидуальным санкциям Евросоюза, введённым 17 и 21 марта против 33 российских граждан и пророссийских крымских политиков[147].
- 26 мая присоединилась к санкциям Евросоюза, введённым 28 апреля и 12 мая против 28 российских граждан, пророссийских крымских политиков и пророссийских сепаратистов с восточной Украины, а также компаний «Черноморнефтегаз», «Феодосия» и других крымских предприятий, конфискованных у Украины[148].
- 28 мая приостановила сотрудничество с Россией в военной сфере до конца 2014 года[231].
- 11 августа присоединилась к санкциям Евросоюза, введённым 12, 26 и 30 июля против 34 российских граждан, пророссийских крымских политиков и пророссийских сепаратистов с восточной Украины, а также 26, 30 и 31 июля против 9 субъектов, обвиняемых в подрыве территориальной целостности Украины, 9 крымских компаний, сменивших собственника после аннексии Крыма Россией, 6 крупнейших российских банков, концерна ПВО «Алмаз-Антей» и авиакомпании «Добролет». Также присоединилась к введённым в данный период: санкциям в сферах торговли и инвестиций против Крыма и Севастополя; эмбарго на импорт и экспорт оружия и подобного материала в Россию; запрету на экспорт товаров двойного назначения и технологий для военного использования в Россию или российским конечным военным пользователям; запрету на поставки в Россию высокотехнологичного оборудования для добычи нефти в Арктике, на глубоководном шельфе и сланцевой нефти[232].
- 10 октября присоединилась к санкциям Евросоюза, введённым 12 сентября против 24 российских граждан и пророссийских сепаратистов с восточной Украины, а также против 3 крупнейших российских топливно-энергетических компаний, 5 крупнейших российских банков, 3 крупнейших и 9 более мелких оборонных концернов России[233].
- 21 ноября объявила о приостановлении всех политических контактов с Россией, а также отзыве военных экспертов, которые работали с Россией по укреплению мер доверия, и отмене запланированных совместных манёвров[234].
- 12 декабря приостановила сотрудничество с Россией в военной сфере до конца 2015 года[235][236].
- 24 апреля 2015 года присоединилась к санкциям Евросоюза и их корректировкам от 4 и 20 декабря, а также 16 февраля. Запрет коснулся техники и оборудования для разведки и добычи нефти на глубине более 150 м на морском шельфе за Полярным кругом и предоставления займов или кредитов для определённых перечисленных компаний. Также были ужесточены запреты в отношении Крыма и Севастополя, введены санкции против 19 человек, Казачьей национальной гвардии, батальонов «Спарта», «Сомали», «Заря», «Оплот», «Кальмиус», «Смерть», бригады «Призрак» и движения «Новороссия»[237][238].
- 29 июля присоединилась к продлению санкций от 13 марта, 19 и 22 июня, продлив санкции против 51 человека, 37 юридических лиц, Крыма и России[150].
- 7 августа приняла временное предписание о депортации с архипелага Шпицберген лиц, находящихся под международными санкциями[239].
- 20 июля 2016 года присоединилась к продлению санкций Евросоюза против Крыма от 17 июня 2016 года[151].
- 24 октября присоединилась к продлению санкций Евросоюза против 146 человек и 37 организаций от 16 сентября 2016 года[152].
- 5 мая 2017 года присоединилась к продлению санкций Евросоюза против 150 физических и 37 юридических лиц на полгода и исключению из списка умерших лиц от 15 марта 2017 года[153].
- 28 июля присоединилась к продлению санкций Евросоюза против Крыма от 19 июня 2017 года[154].
- 2 августа присоединилась к продлению санкций Евросоюза против России от 29 июня 2017 года[155].
- 12 октября присоединилась к продлению санкций Евросоюза против 149 человек и 38 организаций до 15 марта 2018 года от 14 сентября 2017 года[156].
- 11 декабря присоединилась к санкциям Евросоюза против губернатора Севастополя Дмитрия Овсянникова от 21 ноября 2017 года[157].
- 31 января 2018 года присоединилась к продлению санкций Евросоюза против России от 22 декабря 2017 года[158].
- 18 июля присоединилась к продлению санкций Евросоюза против Крыма от 18 июня 2018 года[159].
- 31 августа присоединилась к продлению санкций Евросоюза против России от 9 июля 2018 года[160].
- 22 октября присоединилась к продлению санкций Евросоюза против 155 физических лиц и 44 организаций до 15 марта 2019 года от 13 сентября 2018 года[161].

 Новая Зеландия:
- 3 марта 2014 года приостановила переговоры с Таможенным союзом России, Белоруссии и Казахстана о создании зоны свободной торговли и отозвала министра торговли Тима Гросера из Москвы[240].
- 23 марта ввела санкции против лиц, считающихся ответственными за аннексию Крыма Россией, которые заключаются в запрете на въезд на её территорию[241].
- 27 ноября стало известно, что, вслед за введением секторальных санкций Австралией, банки Новой Зеландии негласно закрыли корреспондентские счета ряда российских госбанков из санкционного списка, в том числе Газпромбанка и Внешэкономбанка, которые теперь вынуждены проводить клиентские расчёты в австралийских и новозеландских долларах через посредников[242].

 Польша:
- 26 марта 2014 года отменила Форум регионов с Россией[243].
- 3 апреля Poczta Polska прекратила доставку писем и посылок, предназначенные для жителей Крыма[244].
- 24 июля отменила все мероприятия «Года Польши в России», которые были запланированы на 2015 год[245].

 Северная Македония 12 марта 2022 года присоединилась к санкциям ЕС против Виктора Януковича и бывших членов его правительства.
 Сербия 12 марта 2022 года присоединилась к санкциям ЕС против Виктора Януковича и бывших членов его правительства.
 США:
- 4 марта 2014 года заморозили инвестиционное и военное сотрудничество с Россией, также были отменены двусторонние переговоры и планирование конференций[246].
- 13 марта объявили о проведении «пробной продажи» пяти миллионов баррелей нефти из стратегического нефтяного резерва, аналогичной по содержанию серы экспортируемой из России[247].
- 16 марта президент США Барак Обама подписал указ[248]), которым вводятся санкции против ряда российских должностных лиц в виде замораживания их банковских счетов, ареста имущества и отказа в выдаче въездных виз. Семь человек были перечислены в указе поимённо, но в тексте также упоминалось право секретаря казначейства дополнять список по согласованию с государственным секретарём[249].
- 20 марта президент США ордером 13662[250] расширил список российских высокопоставленных должностных лиц, против которых введены санкции, а также ввёл санкции против банка «Россия», названного «личным банком высокопоставленных должностных лиц Российской Федерации» (the personal bank for senior officials of the Russian Federation) и крупных российских бизнесменов, которых сочли связанными деловыми отношениями с президентом В. В. Путиным (Г. Н. Тимченко, братья А. Р. и Б. Р. Ротенберг, Ю. В. Ковальчук)[251][252][253].
- 27 марта приостановили сотрудничество с Россией в сфере борьбы с наркотиками[254], а также приостановили выдачу американским компаниям лицензий на экспорт в Россию «потенциально опасной продукции»[255].
- 28 марта прекратили лицензирование экспорта в Россию товаров и услуг оборонного назначения[256].
- 30 марта прекратили работу российско-американской президентской комиссии[257].
- 2 апреля приостановили ряд проектов с Россией в рамках двусторонней президентской комиссии, а также некоторые направления сотрудничества по линии правоохранительных органов, а финансирование на их реализацию переадресовали Украине[258].
- 3 апреля приостановили консультации с Россией в области противоракетной обороны[259], а также приостановили сотрудничество в космической сфере за исключением проекта Международной космической станции[260][261][262] и по ряду проектов в области мирного атома[263].
- 7 апреля прекратили сотрудничество с Россией в рамках программы Нанна-Лугара[264], а также закрыли доступ гражданам России к объектам Министерства энергетики, включая Брукхейвенскую национальную лабораторию и Фермилаб[265].
- 11 апреля ввели санкции в отношении семи представителей руководства Крыма и компании «Черноморнефтегаз»[266].
- 28 апреля ввели санкции в отношении 7 государственных чиновников Российской Федерации и 17 российских компаний[267]. Также запретили продавать России высокотехнологичные товары, которые могут усилить боеспособность российской армии и аннулировали ранее выданные лицензии на их поставки[268].
- 7 мая исключили Россию из торговой программы, позволяющей странам с переходной экономикой беспошлинно импортировать в США определённые виды товаров[269].
- 18 июня ужесточили экспортный режим в отношении 5 российских компаний: Фрязинского филиала Института радиотехники и электроники Российской Академии наук, ОАО «Воентелеком», Академии безопасности бизнеса, ООО «Насосы Ампика», ООО «Нуклин»[270].
- 21 июня ввели санкции против 7 лидеров сепаратистов и российских чиновников[271].
- 16 июля ввели первые санкции в отношении ключевых секторов российской экономики. Под санкции попали[272][273]:
  - «Роснефть», газовая компания «Новатэк», государственные Внешэкономбанк и Газпромбанк;
  - Предприятия российского оборонно-промышленного комплекса: корпорации «Алмаз-Антей», «Ижмаш», концерна «Калашников», НПО «Базальт», «Уралвагонзавода» и КБ приборостроения, НПО Машиностроения, КРЭТ, «Созвездие»;
  - Луганская народная республика и Донецкая народная республика;
  - Феодосийская нефтебаза;
  - Несколько российских политиков и военных, а также представители антиправительственных сил на Украине.
- 25 июля отказалась поддерживать проекты Всемирного банка в России[198].
- 29 июля ввели санкции против «Банка Москвы», банка ВТБ и «Россельхозбанка». Гражданам и компаниям США запрещено приобретать долговые обязательства этих банков или связанных с ними юридических лиц, а также их имущество на срок свыше 90 дней. Также введены санкции против Объединённой судостроительной корпорации Российской Федерации[274].
- 6 августа запретили поставку в Россию оборудования для глубинной добычи (свыше 152 метров), разработки арктического шельфа и сланцевых запасов нефти и газа, поставку технологий нетрадиционной добычи энергоносителей: буровые платформы, детали для горизонтального бурения, подводное оборудование, морское оборудование для работы в условиях Арктики, программное обеспечение для гидравлического разрыва пласта (ГРП), дистанционно управляемые подводные аппараты, насосы высокого давления. Ввели обязательную проверку конечного получателя технологий нетрадиционной добычи энергоносителей, с возможностью отказа в лицензировании[275].
- 12 сентября ввели санкции против[276][277]:
  - Корпораций «Газпром», «Лукойл», «Транснефть», «Газпром нефть», «Сургутнефтегаз», «Новатэк», «Роснефть». Американским компаниям запрещено поставлять им товары и технологии, необходимые для освоения месторождений нефти на глубоководных участках и арктическом шельфе, а также в сланцевых пластах. Корпорациям «Газпром нефть» и «Транснефть» также запретили брать кредиты и размещать ценные бумаги на американском рынке на срок более 90 дней. Принятые меры призваны не допустить поставок таких технологий и оборудования российским компаниям даже через посредников[276][277].
  - «Сбербанка», «Банка Москвы», «Газпромбанка», «Россельхозбанка», «Внешэкономбанка», банка ВТБ и корпораций «Новатэк» и «Роснефть». Американским гражданам и компаниям запрещено покупать облигации вышеназванных банков и корпораций со сроками обращения свыше 30 дней, а также предоставлять им кредиты[277].
  - Предприятий оборонно-промышленного комплекса: корпорации «Ростех», концерна ПВО «Алмаз-Антей», ОАО «Долгопрудненское научно-производственное предприятие», ОАО «Машиностроительный завод имени М. И. Калинина», ОАО «Мытищинский машиностроительный завод», ОАО «Научно-исследовательский институт приборостроения имени В. В. Тихомирова»[277].
- Как сообщает агентство РБК, санкции США таким образом затронули более 90 % российского нефтяного сектора и почти всю российскую газодобычу[276].
- 25 сентября Корпорация частных зарубежных инвестиций приостановила рассмотрение любых вложений в российские проекты и предоставления гарантий под инвестиции в них[278].
- 18 декабря президент США Барак Обама подписал принятый Конгрессом Акт в поддержку Украины, позволяющий ему принимать решения о введении дополнительных ограничительных мер в отношении России, а также оказывать военную помощь Украине[279].
- 19 декабря президент США ордером 13685[280] ввёл новые санкции:
  - Ввели экономические санкции в отношении Крыма[281][282]:
    - Запретили ввоз на свою территорию, прямо или косвенно, любых товаров, услуг или технологий из Крыма;
    - Запретили вывоз, реэкспорт, продажу или поставку, прямо или косвенно, со своей территории, или лицом, являющимся гражданином США каких-либо товаров, услуг или технологии в Крым;
    - Запретили предоставление разрешений, финансирование или содействие соглашениям, которые заключаются лицами, попавшими под санкции;
    - Предоставили право министру финансов накладывать санкции на лиц и компании, которые работают в Крыму;

  - Ввели санкции против фонда «Маршалл-капитал», компании «ПроФактор», байкерского клуба «Ночные Волки», «Народного ополчения Донбасса», партии «Новороссия», организации «Оплот» и движения «Юго-Восток»[283][284];
  - Ввели санкции против 17 человек[283][284].
- 29 декабря Федеральное управление гражданской авиации США установило запрет на полёты в симферопольском районе полётной информации (UKFV)[285].
- 4 марта 2015 года продлили на год ограничительные меры в отношении России из-за углубления конфликта на востоке Украины[286].
- 11 марта ввели санкции против 14 человек, Евразийского союза молодёжи и Российского национального коммерческого банка[287][288][289].
- 31 марта прекратили диалог с российской стороной по установлению в европейских странах элементов системы противоракетной обороны (ПРО)[290].
- 24 июня ввели наказание для любых иностранных банков производящих финансовые операции со внесёнными ранее в санкционные списки российскими юридическими и физическими лицами. С этого момента иностранным банкам-нарушителям может быть запрещено открытие корсчетов в США, а на существующие у них корсчета могут быть наложены жесткие ограничения[291].
- 30 июля ввели санкции против 11 человек и ряда организаций, в числе которых[292][293]:
  - государственная управляющая компания «Российский фонд прямых инвестиций»;
  - структуры «Внешэкономбанка»: «Корпорация развития Северного Кавказа», УК «Фонд развития Дальнего Востока и Байкальского региона», «Белвнешэкономбанк», «Российское агентство по страхованию экспортных кредитов и инвестиций», «Эксимбанк», «Федеральный центр проектного финансирования», банк «Глобэкс», ЗАО «Краслесинвест», «Проминвестбанк», РЕСАД, «Роуз Груп», «МСП банк», «Связь-банк», «ВЭБ Азия Лимитед», «ВЭБ Капитал», «ВЭБ Инжинирин», «ВЭБ Лизинг»;
  - структуры «Роснефти»: «Ванкорнефть», «Нефть-Актив», Ачинский перерабатывающий завод, Ангарский нефтеперерабатывающий завод, Куйбышевский нефтеперерабатывающий завод, Новокуйбышевский нефтеперерабатывающий завод, «Оренбургнефть», «РН Холдинг», «Всероссийский банк развития регионов», «Самотлорнефтегаз», Сызранский нефтеперерабатывающий завод, Комсомольский нефтеперерабатывающий завод, «Юганснефтегаз», «Роснефть Финанс», «Роснефть Трейд Лимитед», «Роснефть Трейдинг»;
  - объекты в Крыму: Керченская паромная переправа, коммерческие порты Евпатории, Феодосии, Керчи, Севастополя и Ялты;
  - Ижевский механический завод, концерн «Ижмаш», холдинг МКАО, «Airfix Aviation», «IPP Oil Products», «Langvik Capital», «SET Petrochemicals», «Southeast Trading OY», «SouthPort Management Service Limited».
- 7 августа ввели санкции против Южно-Киринского месторождения проекта «Сахалин-3» компании «Газпром»[294].
- 22 декабря ввели санкции против 12 человек, а также Ялтинской киностудии, «Avia Group Terminal», Азовского ликеро-водочного завода, «Fentex Properties», «Инрезбанка», «Генбанка», «Севастопольский морской банк», «Lerma Trading», LTS, «Maples», «Волгограднефтемаша», коммерческого банка «Верхневолжский», «Крайинвестбанка», внешнеэкономического объединения «Технопромэкспорт», «Мособлбанка», санатория «Нижняя Ореанда», винодельческого комбината «Массандра», завода шампанских вин «Новый Свет», института винограда и вина «Магарач», «Универсал-авиа», «Транссервиса», «White Seal», Экспериментального завода, «Активбизнесколлекшн», Московского машиностроительного экспериментального завода, НПО «Оптика», НПК «Технологии машиностроения», Новосибирского завода полупроводниковых приборов, «РТ-Биотехпром», «РТ-Химические технологии и композиционные материалы», «РТ-Охрана», «РТ-Строительные технологии», холдинга «Швабе», «Технодинамики», ЦКБ специальных радиоматериалов, «Аукциона», «Banco VTB Africa», «ВТБ Казахстан», «ВТБ 24», «БПС-Сбербанк», «Былинных богатырей», «Сетелем Банка», «Галс-Девелопмент», «Новикомбанка», Дочернего банка Сбербанка России на Украине, концерна «Авиаприборостроение», концерна «Орион», концерна «Сириус», «Корпус Консалтинг», «Современных технологий», «МультиКарты», машиностроительного завода «Маяк», Негосударственного пенсионного фонда Сбербанка, Негосударственного пенсионного фонда ВТБ, Объединённой двигателестроительной корпорации, «Оборонпрома», «Проминвеста», «РТ-Энергоэффективность», «РТ-Информ», «Яндекс. Денег», Калиновского химического завода, концерн «Авиационное оборудование», НПО «Сплав», Новосибирского производственного объединения «Луч», «Ново-Вятки», Нововятского механического завода, НПО «Высокоточные комплексы», «РТ-Станкоинструмент», «Технологий безопасности», Внешнеэкономического объединения «Станкоимпорт», «ВТБ Банк Киев», «Рособоронэкспорта», «Российской электроники», «РТ-Глобальные ресурсы», «РТ-Металлургия», «Руста», «SB International», «SB Сбербанк Казахстан», «SB Securities», «Сбербанк Швейцария», «Сбербанк Капитал», «Сбербанк Европа», Финансовой компании Сбербанка, Страхового брокера Сбербанка, Страховой компании Сбербанка, «Сбербанк Инвестиции», «Сбербанк Лизинг», «Сбербанк Технологии», «Ульяновского гипроавиапрома», «Вертолётов России», «ВТБ Банк Армения», «ВТБ Банк Австрия», «ВТБ Банк Азербайджан», «ВТБ Банк Беларусь», «ВТБ Банк Грузия», «ВТБ Банк Белград», «ВТБ Капитал», «ВТБ ДЦ», «ВТБ Факторинг», «ВТБ Страхование», «ВТБ Лизинг», «ВТБ Пенсионный администратор», «ВТБ Недвижимость», «VTB Registrar», «ВТБ Спецдепозиторий»[295][296].
- 2 марта 2016 года продлили санкции против России на год[297].
- 25 февраля рекомендовали некоторым крупным американским банкам не покупать российские облигации[298].
- 1 сентября включили в санкционный список:[299][300]:
  - 17 физических лиц;
  - 20 организаций, компаний, государственных предприятий и учреждений: АО «Институт Гипростроймост — Санкт-Петербург», ЗАО «АБР Менеджмент», ЗАО «Совмортранс», ФАУ «Главгосэкспертиза России», Федеральное государственное унитарное предприятие «Судостроительный завод „Море“», ООО «Коксохимтранс», АО «Центр судоремонта „Звёздочка“», ОАО «Уранис-Радиосистемы», ПАО «Совфрахт», ООО «Дорожная строительная компания», Судостроительный завод «Залив», ООО «СТГ-Эко», ПАО «Мостотрест», Комитет спасения Украины, ОАО «СГМ Мост», ООО «СМТ-К», ООО «Управляющая компания „Совфрахт“», Группа компаний «Совфрахт-Совмортранс», ГУП РК «Феодосийский оптический завод», ОАО «АБ „Россия“»;
  - В рамках секторальных санкций — несколько десятков дочерних компаний Банка Москвы (группа ВТБ), «Газпромбанка» и «Газпрома»: ООО «Ачим Девелопмент», ЗАО «Арэксимбанк — группа Газпромбанка», ЗАО «Автоматизированные банковские технологии», ПАО «БМ-Банк», BM Holding AG, ООО «БМ-Дирекция», BoM Asset Management Ltd., BoM Finance Ltd., BoM Project Financing Ltd., ОАО «БПО „Печатники“», Centrex Europe Energy & Gas AG, ОАО «Кредит Урал Банк», Crossplanet Ltd., ОАО «Дальтрансгаз», АО «Дружба», AS Eesti Krediidipank, ЗАО «Финансовый ассистент», ООО «Газкардсервис», АО «Газмаш», ООО «Газ-Ойл», ООО «Газпром добыча Иркутск», ООО «Газпром добыча Краснодар», ООО «Газпром добыча Кузнецк», ООО «Газпром добыча Надым», ООО «Газпром добыча Ноябрьск», ООО «Газпром добыча Уренгой», ООО «Газпром добыча Ямбург», ООО «Газпром энерго», ООО «Газпром флот», ООО «Газпром газнадзор», ООО «Газпром газобезопасность», ООО «Газпром геологоразведка», ООО «Газпром информ», ООО «Газпром инвест», ООО «Газпром капитал», ООО «Газпром комплектация», АО «Газпром-Медиа Холдинг», ООО «Газпром межрегионгаз», ООО «Газпром переработка», ООО «Газпром персонал», АО «Газпром промгаз», ООО «Газпром Русская», ООО «Газпром социнвест», OOO «Газпром связь», ООО «Газпром телеком», ООО «Газпром трансгаз Казань», ООО «Газпром трансгаз Краснодар», ООО «Газпром трансгаз Махачкала»,ООО «Газпром трансгаз Нижний Новгород», ООО «Газпром трансгаз Самара», ООО «Газпром трансгаз Санкт-Петербург», ООО «Газпром трансгаз Саратов», ООО «Газпром трансгаз Ставрополь», ООО «Газпром трансгаз Сургут», ООО «Газпром трансгаз Томск», ООО «Газпром трансгаз Уфа», ООО «Газпром трансгаз Ухта», ООО «Газпром трансгаз Волгоград», ООО «Газпром трансгаз Югорск», ООО «Газпром центрремонт», ООО «Газпром ВНИИГАЗ», Gazprombank (Switzerland) Ltd., Gazprombank Latin America Ventures B.V., ЗАО «Газпромбанк Лизинг», ЗАО «Газпромбанк — Управление активами», GPB Financial Services Ltd., GPB Global Resources B.V., GPB International S.A., ООО «Газпромбанк-Инвест», GPB-DI Holdings Ltd., ООО «ГПБ — факторинг», АБ «ГПБ-Ипотека» (ОАО), ООО «ИЗ-КАРТЭКС имени П. Г. Коробкова», ОАО «Ижорские заводы», ОАО «Камчатгазпром», ПАО «Красноярскгазпром», ОАО «Криогенмаш», ООО «Лазурная», ЗАО «Леспромпроцессинг», LLC Baltech, АО «Международная Управляющая Компания», Nagelfar Trade and Invest Ltd., ЗАО «Новые финансовые технологии», ООО «НИИгазэкономика», ОАО ОМЗ (группа «Уралмаш-Ижора»), ООО «ОМЗ-Спецсталь», ОАО «Чайка», ЗАО ПО «Уралэнергомонтаж», ООО «Риэлтсити», АО «Страховая группа МСК», ŠKODA JS a.s., ОАО «Объединённая компания», ПАО «Уралмашзавод», ОАО «Востокгазпром», ЗАО «Ямалгазинвест».
- 6 сентября расширили санкционный список на 81 компанию под 86 наименованиями, среди которых основная часть ранее входила в список, а 11 — были включены впервые: ОАО «Ангстрем-М», Giovan Ltd., ОАО «Ангстрем», АО «Ангстрем-Т», ОАО «ВО „Радиоэкспорт“», АО «Пермская научно-производственная приборостроительная компания», ПАО «Микрон», АО НПФ «Микран», АНО «ОЦ „Гарант“», Technopole Company, Technopole Ltd.[301].
- 14 ноября расширили санкционный список на 6 человек[302][303].
- 18 ноября заявили, что планируют прекратить закупку российских вертолётов Ми-17 для Афганистана. Вместо них будут закупаться американские Sikorsky UH-60 Black Hawk[304].
- 20 декабря включили с санкционный список 7 частных лиц, ГУП РК «Крымские морские порты», ФГУП РК «Крымская железная дорога», АО «Институт „Стройпроект“», ООО «Старый город – КАРСТ», ООО «РосХимТрейд», ООО «Солид», СК ООО «Транс-Флот», OOO «Транспетрочарт» и танкеры «Маршал Жуков» и «Сталинград»[305].
- 23 декабря запретили Министерству обороны выделение средств на военное сотрудничество с Россией, на любую деятельность, которая связана «с признанием суверенитета России в Крыму», а также на сотрудничество с Россией в различных технологических сферах (за исключением российских поставщиков ракетных двигателей; любых действий, необходимых США для выполнения обязательств в рамках двусторонних и международных соглашений по контролю над вооружениями и по нераспространению, а также других договоров; мер, необходимых для обеспечения действий США и НАТО в Афганистане). Кроме того, продлили до 2027 года запрет на обмен информацией с Россией о противоракетной обороне, а также на создание объединённых систем противоракетной обороны с Россией и Китаем[306][307].
- 27 декабря ввели санкции против ГУП РК «Крымские морские порты» , ГУП РК «Крымская железная дорога», ПАО завод «Красное знамя», ФГУП «Экран», ОАО «НПП „ЭлТом“», АО «ФНПЦ „ННИИРТ“», АО «Институт „Стройпроект“», АО «ГОЗ Обуховский завод», НПО НИИП-НЗиК, ОАО «Научно-исследовательский институт авиационного оборудования» (НИИ АО), ФГУП «КНИРТИ», ООО «Старый город – КАРСТ», ООО «РосХимТрейд», ОАО «ВНИИРА», АО «Вектор», ООО «Солид», АО «ГРПЗ», АО «НПО АО „ЛЭМЗ“», КБ «Связь», СК ООО «Транс-Флот» и OOO «Транспетрочарт»[308][309].
- 13 января 2017 года продлили санкции против России на год[310].
- 20 июня включили в санкционный список:[311][312]
  - 19 физических лиц;
  - 19 организаций и компаний: «Байк-центр», Центральный республиканский банк ДНР, Concord-Catering, ИФД «КапиталЪ», АО КБ «ИС Банк», АО КБ «Рублёв», АО «ЧБРР», АО КБ «Северный Кредит», ООО «КПСК», ООО «Конкорд Менеджмент и Консалтинг», ООО «Молот-Оружие», ООО «Оборонлогистика», ЧВК «Вагнер», Riviera Sunrise Resort & SPA, Государственный банк ЛНР, Банк «Таатта» АО, Банк «Центр международных расчётов» (ООО), ПАО Банк «ВВБ», Холдинг охранных структур «Волк»;
  - В рамках секторальных санкций — 20 дочерних компаний «Транснефти»: АО «Черномортранснефть», ООО «Дальневосточная строительная дирекция», АО «Гипротрубопровод», АО «НПФ „Транснефть“», АО «Связьтранснефть», ООО «Транснефть Финанс», АО «Транснефть-Диаскан», АО «Транснефть-Дружба», АО «Транснефтепродукт», ООО «Транснефть-Медиа», АО «Транснефть-Метрология», ООО «Транснефть-Охрана»,АО «Транснефть-Подводсервис», АО «Транснефть-Прикамье», АО «Транснефть-Приволга», АО «Транснефть-Север», АО «Транснефть-Сибирь», АО «Транснефть-Центральная Сибирь», АО «Транснефть-Урал», ООО «Центр управления проектом „Восточная Сибирь — Тихий Океан“».
- 2 августа[313][314] (подписан закон Countering America's Adversaries Through Sanctions Act, CAATS, в переводе с англ. — «О противодействии противникам Америки посредством санкций»):
  - Закрепили действующие на тот момент ограничительные меры и ввели норму, согласно которой для любого изменения санкций США против Российской Федерации требуется разрешительная процедура Конгресса;
    - Однако, такая процедура не требуется, если правительство США выпускает «обычную лицензию», которая «не вносит существенного изменения во внешнюю политику США по отношению к РФ»;

  - Ввели новые санкции против российских государственных предприятий, которые работают в металлургической, горнодобывающей отраслях и в сфере железнодорожного транспорта;
  - Ввели новые секторальные санкции в отношении финансового сектора РФ и российской энергетики;
  - Ввели потенциальную ответственность в виде санкций для лиц и организаций:
    - ответственных «за нарушение прав человека на оккупированных Россией территориях»;
    - действующих в интересах оборонного и разведывательного секторов правительства РФ;
    - в значительной мере способствующих возможностям РФ по проведению приватизации государственных активов;
    - участвовующих в развитии, техническом обслуживании, модернизации или ремонте трубопроводов, которые РФ использует для экспорта энергоресурсов;
    - участвующих в зарубежных нефтяных и газовых проектах попавших под прежние санкции российских компаний;

  - Ввели практику публикации подробных докладов о лицах, приближенных к президенту Путину.
- 29 октября заявили, что будут выборочно применять санкции против третьих стран и предприятий, которые сотрудничают с российскими компаниями из санкционного списка. Санкции будут применяться «только в случае значительных транзакций» и могут не касаться союзников, сильные оборонные возможности которых в интересах США[315].
- 31 октября запретили своим гражданам и юридическим лицам без разрешения прямо или косвенно осуществлять экспорт или реэкспорт товаров, услуг (кроме финансовых) или технологий, используемых для разведки или добычи углеводородов на глубоководном, в том числе арктическом, шельфе и участвовать в проектах, связанных со сланцевыми углеводородами в России. Данные меры применяются в отношении подпадающих под американские санкции физических или юридических лиц в России, имеющих отношение к энергетическим проектам, реализация которых начнётся с 29 января 2018 года или позже[316].
- 28 ноября[317]:
  - запретили осуществлять операции, предоставлять финансирование или проводить другие денежные операции с определёнными сроками или капиталом с компаниями, находящимися под санкциями, на срок более 14 дней (ранее допускалось 30);
  - ограничили срок кредитования в энергетическом секторе 60 днями (ранее допускалось 90).
- 26 января 2018 года[318][319]:
  - ввели санкции против 21 человека;
  - ввели санкции против 9 компаний: Doncoaltrade sp. z o.o., ООО «Евро Полис», ООО «Instar Logistics», ООО «Компания „Газ-Альянс“», ООО «ВО „Технопромэкспорт“», ПАО «Силовые машины — ЗТЛ, ЛМЗ, Электросила, Энергомашэкспорт», ООО «Угольные Технологии», АО «ВАД», ЗАО «Внешторгсервис»;
  - уточнили ранее введённые санкции против 12 организаций: ООО «Калининграднефтепродукт», ООО «ПО „Киришинефтеоргсинтез“», ООО «Киришиавтосервис», ООО «Ленгипронефтехим», ООО «Медиа Инвест», ООО «Новгороднефтепродукт», ООО «Псковнефтепродукт», АО «Сургутнефтегазбанк», ООО «СО „Тверьнефтепродукт“»,ОАО «Совхоз «Червишевский»», ООО «Страховое общество „Сургутнефтегаз“», ООО «Сургутмебель».
- 2 марта продлили все санкции против России на год[320].
- 15 марта ввели санкции против 19 человек и Агентства интернет-исследований, компании «Concord Catering», Федеральной службы безопасности, ООО «Конкорд Менеджмент и Консалтинг», Главного разведывательного управления[321][322].
- 6 апреля ввели санкции против 26 человек и агрохолдинга «Кубань», группы компаний «Базовый элемент», B-Finance Ltd., En+ Group PLC, Gallística Diamante, S.A. de C.V., «Группы ГАЗ», ООО «Газпром бурение», ОАО «ЕвроСибЭнерго», ООО «Ладога менеджмент», ОАО «ЭнПиВи Инжиниринг», группы «Ренова», ОАО «Рособоронэкспорт», АО «Банк „Российская финансовая корпорация“», ООО «Русские машины», ОК РУСАЛ PLC[323][324].
- 11 июня ввели санкции против 3 россиян, компаний Digital Security, ERPScan, Embedi, Divetechnoservices и научно-исследовательского института «Квант»[325][326].
- 20 сентября:
  - ужесточили соблюдение режима санкций против России, предусмотрев блокирование собственности и активов и запрет на любые финансовые операции с лицами, связанными с российскими властями в соответствии с положениями CAATSA[327];
  - ввели санкции против ООО «Оборонлогистика», КнААЗ им. Ю. А. Гагарина, ЧВК Вагнера, Агентства интернет-исслеодований, Concord Management and Consulting, Concord Catering и 27 российских граждан[328][329].
- 26 сентября ввели санкции против «Аэрокомпозита», ООО «Дайвтехносервис», ФГУП НПП «Гамма», ГНЦ ВБ «Вектор», ОНПП «Технология» им. А. Г. Ромашина, НПП «Океанос», АО «Авиадвигатель», ИнфоТеКС, АО «НПК „СПП“», ЗАО «Сайрус Системс Корпорейшн», АО «ВНИИ „Вега“»[330][331].
- 8 ноября ввели санкции против 3 человек и АО «Санаторий Ай-Петри», АО «Санаторий Дюльбер», АО «Санаторий Мисхор», АО «КрымТЭЦ», ООО «Гарант-СВ», ООО «УКИП», ООО «Южный проект», Министерства государственной безопасности (Луганская Народная Республика), санаторно-курортного комплекса «Mriya Resort & Spa»[332][333].

 Украина:
- 6 марта 2014 года отменила ежегодные учения Черноморского флота ВМФ России и Военно-морских сил Украины «Фарватер мира-2014»[334].
- 11 марта прекратила трансляцию телеканалов и телепередач: «Вести», «Россия 24», «Первый канал. Всемирная сеть», «РТР Планета» и «НТВ Мир» на своей территории[335].
- 29 марта заморозила поставки оружия и военной техники в Россию[336].
- 7 апреля ограничила срок пребывания для граждан России 90 сутками[337].
- 11 апреля присоединилась к индивидуальным санкциям Евросоюза, введённым 17 и 21 марта против 33 российских граждан и пророссийских крымских политиков[147], а также запретила более чем 100 чиновникам — гражданам России, поддержавшим аннексию Крыма Российской Федерацией, въезд на свою территорию[338].
- 17 апреля существенно усилила приграничный контроль прибывающих из России и Крыма:[339][340]
  - Ограничила въезд для граждан Российской Федерации мужского пола в возрасте от 16 до 60 лет, которые путешествуют в одиночестве, за исключением случаев поездки к родственникам, на похороны, по заверенным оригиналам приглашений юридических лиц и физических лиц или по разрешению самой Госпогранслужбы.
  - Ограничила въезд для граждан Украины мужского пола в возрасте от 16 до 60 лет с крымской пропиской, путешествующих в одиночестве, за исключением случаев поездки к родственникам с тяжелой болезнью, при наличии билетов на другие самолёты, туристических ваучеров или на основании информации украинских пограничников.
  - Ввела фильтрационно-проверочные мероприятия для граждан Украины женского пола в возрасте от 20 до 35 лет с крымской регистрацией.
  - Ограничения не касаются россиян и крымчан, прибывших с семьями, в составе которых есть дети.
- 23 апреля Конституционный суд Украины прекратил сотрудничество с Конституционным Судом Российской Федерации[341].
- 13 мая перекрыла поступление воды на Крымский полуостров через Северо-Крымский канал[342].
- 16 мая расторгла договоры со всеми электростанциями на основе возобновляемых источников энергии на Крымском полуострове[343].
- 26 мая присоединилась к санкциям Евросоюза, введённым против 28 российских граждан, пророссийских крымских политиков и пророссийских сепаратистов с восточной Украины, а также компаний «Черноморнефтегаз», «Феодосия» и других крымских предприятий, конфискованных у Украины[148].
- 16 июня прекратила сотрудничество с Российской Федерацией в военной сфере[344].
- 4 июля официально закрыла крымские порты[345].
- 28 июля обязала Экспертную комиссию по вопросам распространения и демонстрации фильмов проверять все фильмы производства Российской Федерации на соответствие украинскому законодательству[346]. Отказала российским фильмам «Белая гвардия» и «Поддубный» в выдаче прокатных удостоверений[347].
- 14 августа ввела для авиакомпаний «Трансаэро» и «Аэрофлот» специальный режим выполнения транзитных полётов через своё воздушное пространство. Их самолёты могут пересекать воздушное пространство Украины только при условии получения соответствующего разрешения от Госавиаслужбы Украины для каждого рейса отдельно[348].
- 20 августа запретила вещание 14 российских телеканалов в публичных и частных внутренних кабельных сетях, среди них: «Первый канал. Всемирная сеть», «РТР-Планета», «Россия-24», «НТВ Мир», «ТВ Центр», «Россия-1», «НТВ», «ТНТ», «Петербург 5», «Звезда», «РЕН ТВ», «LifeNews», «Russia Today», «РБК-ТВ»[349].
- 4 сентября запретила вещание телеканала «История»[350].
- 11 сентября запретила въезд в страну 35 сотрудникам российских СМИ на срок от 3 до 5 лет[351].
- 16 сентября запретила для телевизионного показа, публичного коммерческого видео и домашнего видео на территории Украины фильмы и сериалы: «Фальшивая армия. Большая афера полковника Павленко», «Второй убойный», «Холодный круиз», «Честь самурая», «Разреши тебя поцеловать снова», «Ментовские войны 4», «Ментовские войны 7», «Отдельное поручение», «Просто Джексон»[352].
- 30 сентября запретила для телевизионного показа, публичного коммерческого видео и домашнего видео фильмы «Матч» и «Август. Восьмого»[353].
- 15 октября присоединилась к санкциям Евросоюза, введённым 28 апреля, 12 мая, 12, 26, 30 июля и 12 сентября против 86 российских граждан, пророссийских крымских политиков и пророссийских сепаратистов с восточной Украины, а также 26, 30, 31 июля и 12 сентября против компаний «Черноморнефтегаз», «Феодосия» и других государственных предприятий конфискованных Россией после аннексии Крыма, 9 субъектов, обвиняемых в подрыве её территориальной целостности, 9 крымских компаний, сменивших собственника после аннексии Крыма Россией, 6 крупнейших российских банков, 3 крупнейших российских топливно-энергетических компаний, 3 крупнейших и 9 более мелких оборонных концернов России, авиакомпании «Добролет». Также присоединилась к введённым в данный период: санкциям в сферах торговли и инвестиций против Крыма и Севастополя; эмбарго на импорт и экспорт оружия и подобного материала в Россию; запрету на экспорт товаров двойного назначения и технологий для военного использования в Россию или российским конечным военным пользователям; запрету на поставки в Россию высокотехнологичного оборудования для добычи нефти в Арктике, на глубоководном шельфе и сланцевой нефти[149]. Кроме того, запретила показ российского телеканала «365 дней ТВ» и белорусского — «Беларусь 24»[354].
- 28 октября запретила въезд на свою территорию 14 российским деятелям культуры[355].
- 6 ноября запретила кредитно-депозитные операции в российских рублях на своей материковой территории и перемещение через границу с Крымом наличных российских рублей на сумму, эквивалентную более 10 тысячам гривен, а также запретила резидентам инвестировать в Крым[356].
- 17 декабря применила санкции к 27 российским авиакомпаниям на общую сумму около 300 миллионов гривен за осуществление полётов в Крым[357].
- 22 декабря отказала в выдаче прокатных удостоверений российским фильмам «Мамы-3» и «Тарас Бульба», запретила показ сериалов «Кремень» и «Кремень-2»[358].
- 25 января 2015 года присоединилась ко всем санкциям, введённым ранее странами Европейского Союза, Швейцарией, США и странами «Большой семёрки» в отношении России[359].
- 6 февраля ввела санкции против 160 российских предприятий. Действие их лицензий и других разрешительных документов на определённый вид деятельности было аннулировано либо приостановлено[360].
- 12 февраля запретила въезд российскому актёру Александру Михайлову[361]
- 18 февраля отказала в выдаче прокатного удостоверения российскому фильму «Брат 2», а также российским сериалам «Из жизни капитана Черняева» и «Паутина 8»[362].
- 23 февраля приостановила аккредитацию работникам около 100 российским СМИ до завершения АТО[363].
- 26 февраля запретила вещание российского телеканала «Мир 24»[364].
- 1 марта запретила гражданам Российской Федерации въезд по внутренним паспортам и свидетельствам о рождении[365].
- 6 марта запретила прокат 20 российских фильмов и телесериалов: «Снайпер», «Марш-бросок», «Казак», «Служу Отечеству», «Мужской сезон: Бархатная революция», «Лето волков», «Косая», «Капли крови на цветущем вереске», «Химик», «Господа офицеры», «Туман», «Смерш» и другие[366].
- 2 апреля запретила использовать в аппарате Государственного комитета телевидения и радиовещания Украины и подведомственных организациях российские электронные почтовые ящики и публичные сервисы, зарегистрированные в доменах «.ru» и «.рф»[367].
- 3 апреля запретила распространение и публичное демонстрирование фильмов, производимых физическими и юридическими лицами Российской Федерации, а также фильмов, пропагандирующих (включая подачу позитивной информации) деятельность правоохранительных органов, вооружённых сил, других военных или силовых формирований Российской Федерации или их отдельных представителей, и фильмов, сюжет которых прямо или косвенно связан с деятельностью указанных органов или формирований снятых после 1 января 2014 года российских фильмов[368][369]. В целом, под запрет попали 162 российских фильма и сериала[370]. Далее про запрет российской кинопродукции на Украине см. Список фильмов, запрещённых к показу на Украине.
- 21 мая денонсировала ряд соглашений с Россией[371]:
  - о транзите российских войск через Украину в непризнанную Приднестровскую Молдавскую Республику;
  - об охране секретной информации;
  - о военных межгосударственных перевозках и расчётах за них;
  - о сотрудничестве в области военной разведки;
  - о сотрудничестве в военной области.
- 17 июня денонсировала оглашение о взаимном контроле качества продукции, поставляемой для Вооружённых Сил[372].
- 23 июля запретила трансляцию российских телеканалов «Оружие», «Дом кино» и «Русский иллюзион»[373].
- 24 июля аннулировала лицензии на осуществление отдельных видов профессиональной деятельности на фондовом рынке 5 дочерним банкам российских банков: ПАО «Сбербанк», «ВТБ Банку», «Проминвестбанку», «VS Банку», «БМ Банку»[374].
- 29 июля присоединилась к санкциям Евросоюза, введённым 16 февраля 2015 года 19 человек и 9 организаций, а также продлению санкций в отношении 151 человека и 37 юридических лиц от 13 марта, Крыма от 19 июня 2015 и России от 22 июня 2015[150].
- 8 августа внесла в «чёрный список» Владимира Кучеренко, Егора Холмогорова, Михаила Хазина, Олега Газманова, Иосифа Кобзона, Валерию Перфилову, Иосифа Пригожина, Сергейя Безрукова, Михаила Боярского, Николая Расторгуева, Ивана Охлобыстина, Михаила Пореченкова, Григория Лепса, Жерара Депардьё[375].
- 11 августа запретила ввоз на свою территорию 38 изданных в России книг, среди которых «Украинский фронт. Красные звезды над Майданом» Фёдора Березина, «Украина. Моя война. Геополитический дневник» Александра Дугина, «Украинская катастрофа. От американской агрессии к мировой войне?» Сергея Глазьева, «Украина. Хаос и революция — оружие доллара» Николая Старикова, «Вся правда об Украинской повстанческой армии» Андрея Козлова, «Уроки украинского. От Майдана до Востока» Марины Ахметовой и другие[376][377].
- 16 сентября расторгла соглашение с правительством России о достройке третьего и четвёртого блоков Хмельницкой атомной электростанции[378], а также ввела санкции против 388 физических и 105 юридических лиц[379].
- 25 сентября ввела ограничения на полёты над своей территорией пассажирских авиарейсов для ряда российских авиакомпаний, в том числе «Аэрофлот», «Трансаэро», «Глобус», «Россия», «Газпром-Авиа», Red Wings и других.[380][381]
- 9 октября Государственное космическое агентство Украины приостановило сотрудничество с Россией на межгосударственном уровне, в то же время продолжая работу над проектами международной кооперации.
- 25 октября полностью прекратила воздушное сообщение с Россией, запретив полёты всех российских авиакомпаний[382].
- 5 ноября запретила трансляцию российского телеканала «Многосерийное ТВ»[383].
- 23 ноября временно запретила перемещение грузовых потоков через границу с Крымом[384].
- 26 ноября полностью запретила российским авиакомпаниям транзитные рейсы через своё воздушное пространство[385].
- 28 ноября запретила въезд в страну российскому певцу Сергею Пенкину[386].

10 января 2016 года Украина ввела запрет на ввоз из России мяса крупного рогатого скота, свинины, мяса домашней птицы, мясной муки, рыбы, ракообразных, моллюсков, молока, сливок, кефира, плавленых сыров, жареного кофе, чёрного чая, зерна, пищевых смесей, масложировой продукции, карамели, кондитерских изделий, шоколада и других пищевых продуктов с содержанием какао, шоколадных конфет, продуктов детского питания, макаронных изделий, печенья, вафель, хлебобулочных, мучных кондитерских изделий, картофельных чипсов, продуктов для приготовления соусов и готовых соусов, вкусовых добавок и других пищевых продуктов, пива, спирта этилового, водки, кормов для собак или кошек, сигарет с фильтром, октанола и его изомеров, хлористого калия, поверхностно-активных органических веществ и средств для мытья кожи, инсектицидов, фунгицидов, гербицидов, регуляторов роста растений, родентицидов, искусственных оболочек для колбасных изделий, оборудования для железных дорог и трамвайных колей, локомотивов дизель-электрических.
- 15 января запретила поставки товаров (работ, услуг) под всеми таможенными режимами с неконтролируемых территорий на другую территорию Украины и/или с другой территории Украины на неконтролируемую территорию, за исключением личных вещей граждан, которые перемещаются в ручной поклаже и/или сопровождаемом багаже, а также социально значимых продуктов питания, которые перемещаются гражданами, суммарная фактурная стоимость которых не превышает эквивалент 10 000 гривен и суммарный вес которых не превышает 50 килограмм. Исключением являются: поставки электроэнергии (решение о которых принимает Совет национальной безопасности и обороны Украины); поставки товаров, которые имеют стратегическое значение для Украины (по подтверждению Министерства экономического развития и торговли Украины); ввоз на неконтролируемую территорию гуманитарной помощи, которая предоставляется международными гуманитарными организациями согласно с перечнем, утверждённым Министерством социальной политики Украины[388].
- 22 января запретила трансляцию российского телеканала «Комедия ТВ»[389].
- 30 января ввела запрет на ввоз из России лука репчатого, чая зелёного, готовой либо консервированной рыбы, икры осетровых и других рыб, белого шоколада, драже и аналогичных сладостей, кондитерских изделий в виде резинки или желе, включая мармелад, шоколадных конфет, содержащих алкоголь, кукурузных хлопьев, хрустящих хлебцев, печенья, соевого соуса, кетчупа и других томатных соусов[390][391].
- 11 февраля запретила трансляцию 15 российских телеканалов в связи с «несоответствием требованиям Европейской конвенции о трансграничном телевидении», в числе которых: «Совершенно секретно», «Кто есть кто», «Шансон-ТВ», «Парк развлечений», «Мир сериала», «Авто Плюс», «Кухня ТВ», «КХЛ-ТВ», «Наука 2.0», «Моя планета», «Телекафе», «Боец», «Время: далекое и близкое», «Настоящее страшное телевидение», «Сарафан»[392].
- 15 февраля приостановила транзит российских грузовых автомобилей по своей территории[393] и запретила въезд на свою территорию членам экипажей иностранных морских судов, которые незаконно осуществляют коммерческие рейсы с заходом в порты Крыма[394].
- 16 февраля запретила участие в процессе приватизации юридическим и физическим лицам Российской Федерации[395].
- 17 марта запретила вещание таких российских телеканалов: «Радость моя», «Музыка Первого», Ocean–TV, HD Life, ТДК (Телевизионный Дамский Клуб), «24 Док», «Детский», STV, «Индия ТВ», «Здоровое телевидение», «Ля-минор ТВ», «Еврокино» и Drive[396].
- 28 марта запретила въезд на свою территорию Отару Кушанашвили[397].
- 30 марта ввела санкции против 84 человек, причастных к осуждению Надежды Савченко, Олега Сенцова и Александра Кольченко[398].
- 11 апреля официально закрыла Керченский и Севастопольский морские рыбные порты[399].
- 14 апреля запретила трансляцию российских телеканалов Russian Travel Guide, «Ретро» и «Киноклуб»[400].
- 21 апреля запретила трансляцию фильмов, произведённых физическими и юридическими лицами Российской Федерации, которые не содержат популяризации или пропаганды органов Российской Федерации и их отдельных действий, на фильмы, произведённые после 1 января 2014 года и впервые продемонстрированы после 1 января 2014 года[401].
- 12 мая запретила трансляцию российских телеканалов «Вопросы и ответы», «Усадьба–ТВ» и «Домашние животные»[402].
- 27 мая ввела санкции против 17 руководителей российских СМИ[403].
- 6 июля продлила эмбарго на российские товары до 31 декабря 2017 года[404].
- 7 июля запретила трансляцию российских телеканалов «Улыбка Ребёнка», «Психология 21», «Охота и рыбалка», Amazing Life, Look TV, «Мини Муви», «Настоящее Смешное Телевидение», Footschool TV и Православной телекомпании «Союз» Русской православной церкви[405].
- 20 июля присоединилась к продлению санкций Евросоюза против Крыма от 17 июня 2016 года[151].
- 28 июля запретила трансляцию российского телеканала «Ностальгия»[406].
- 29 июля приостановила контакты с 243 российскими компаниями, в связи с их деятельностью на территориях, контролируемых самопровозглашёнными ДНР и ЛНР[407].
- 31 августа продлила действие санкций в отношении 388 физических и 105 юридических лиц, расширила перечень физических и юридических лиц, подпадающих под санкции, ещё 259 физическими и 46 юридическими лицами[408], а также запретил трансляцию российских телеканалов «Радость моя», «Мир сериала», «Телерадиосеть Благих Новостей» и «Интересное ТВ»[409].
- 10 сентября запретила России проводить выборы в Государственную думу на своей территории[410].
- 20 сентября Верховная рада отказалась признавать Государственную думу VII созыва[411].
- 29 сентября запретила показ российских телеканалов «Карусель», «Comedy TV» и «Наш футбол»[412].
- 17 октября продлила санкции против физических (за исключением умерших) и юридических лиц, введённые 16 сентября 2015 года, а также расширила санкционный список на 335 физических и 167 юридических лиц[413].
- К 12 октября запретила въезд 140 российским деятелям культуры[414].
- 24 октября присоединилась к продлению санкций Евросоюза против 146 человек и 37 организаций от 16 сентября 2016 года[152].
- 23 ноября разорвала соглашение с Российской Федерацией о ликвидации авиационной техники на ремонтных предприятиях оборонных ведомств обеих стран[415].
- 30 ноября разорвала соглашение с Российской Федерацией о сотрудничестве в сфере телевидения и радиовещания и соглашение о сотрудничестве в сфере информации[416].
- 29 декабря[417]:
  - ввела санкции против:
    - «лиц, незаконно избранных в Государственную думу России по результатам так называемых выборов, проведённых оккупационными властями на территории Автономной Республики Крым и города Севастополя»;
    - «членов так называемых избирательных комиссий»;
    - «украинских предприятий в Крыму, которые были незаконно перерегистрированы по российскому законодательству»;
    - «должностных лиц российских правоохранительных органов и судов, причастных к незаконному содержанию украинских граждан в России»;
    - «бывших руководителей Украины, которые объявлены в розыск и скрываются за границей и причастны к финансированию террористической деятельности и гибридной агрессии России против Украины»;
    - «подконтрольных России юридических лиц, причастных к ведения Россией гибридной войны против Украины в информационной сфере и киберпространстве»;

  - продлила все раннее введённые санкции на год.
- 1 января 2017 года запретила ввоз книг из России до 1 апреля 2017 года[418].
- 12 января запретила трансляцию российского телеканала «Дождь»[419].
- 23 февраля запретила трансляцию российского телеканала «Охотник и рыболов»[420].
- 16 марта ввела санкции против работающих на украинской территории российских банков с государственным участием («Сбербанка», «VS Bank», «Проминвестбанка», «ВТБ Банка» и «БМ Банка»). Был введён запрет на вывод капиталов «за пределы Украины в пользу связанных с ними лиц»[421].
- 22 марта запретила въезд сроком на три года россиянке Юлии Самойловой, которая должна была представлять Россию на «Евровидении-2017»[422].
- 5 мая присоединилась к продлению санкций Евросоюза против 150 физических и 37 юридических лиц на полгода и исключению из списка умерших лиц от 15 марта 2017 года[153].
- 16 мая ввела санкции против 1228 физических (на сроки один год, три года, пять лет и бессрочно) и 468 юридических лиц (сроком от года до трёх лет)[423].
- 17 июня запретила использовать российские почтовые сервисы при регистрации доменных имен[424].
- 28 июля присоединилась к продлению санкций Евросоюза против Крыма от 19 июня 2017 года[154].
- 2 августа присоединилась к продлению санкций Евросоюза против России от 29 июня 2017 года[155].
- 9 августа разорвала соглашение с Российской Федерацией о порядке взаимодействия при осуществлении экспорта товаров (продукции) военного назначения в третьи страны[425].
- 19 сентября ввела санкции против ряда предприятий группы «ЕвроХим», а также других российских поставщиков минудобрений: «Агроцентр ЕвроХим-Липецк», «Агроцентр ЕвроХим-Краснодар», «Агроцентр Еврохим-Невинномысск», «Агроцентр Еврохим-Волгоград», «Агроцентр Еврохим-Орел», «Еврохим Трейдинг Рус», «Невинномысский Азот», «МХК Еврохим», Новомосковская акционерная компания «Азот», «Галактика», «Русагрохим», «Боснис», «Агрохимуниверсал», «Агроцентр-Белгород», «Агрохимцентр-Тамбов», «Рязаньагрохим», «Югагрохим», «Зарайская Сельхозхимия», «Аграрник», «Целинскагрохимсервис», «Юг-Бизнеспартнер», «Агрохимуниверсал», «Тандем», «Агрохимия», Общество поддержки фермерских хозяйств, «Балттрейдхим»[426].
- 22 сентября внесла в «чёрный список» 27 актёров и музыкантов[427].
- 12 октября присоединилась к продлению санкций Евросоюза против 149 человек и 38 организаций до 15 марта 2018 года от 14 сентября 2017 года[156].
- 17 октября запретила своим банкам и финучреждениям производить кассовые операции с банкнотами и монетами Центрального банка Российской Федерации с изображениями карт, символов, зданий, монументов, памятников археологии, архитектуры, истории, пейзажей и любых других объектов, расположенных на неконтролируемых правительством административно-территориальных единицах Украины и/или с теми, которые содержат тексты, касающиеся «оккупации Российской Федерацией» украинских территорий[428].
- 18 октября разорвала соглашение с Российской Федерацией о сохранении специализации предприятий и организаций, участвующих в производстве продукции военного назначения[429].
- 8 ноября разорвала соглашение с Российской Федерацией о порядке взаимных поставок вооружения и военной техники, комплектующих изделий и запасных частей, организации ремонта и предоставлении услуг военного назначения был утверждён сегодня на заседании правительства[430].
- Впервые за 25 лет не пригласила Россию на проходившую 29 ноября в Киеве Генеральную ассамблею Организации черноморского экономического сотрудничества[431].
- 9 декабря ввела санкции в отношении 18 российских компаний: «Снэк-Груп», «Поли-Пак Экспорт», «ТД Агромадон», «ТД Старфуд-Юг», «Волма-Маркетинг», «Народный пластик», «Белгородский хладокомбинат», «Стройсервис», «Торговый дом Донспецстрой», «Южтранс», «Волма-ВТР», «Микас», «МК-Метиз», Группа компаний «Пенетрон-Россия», Торговый дом «Пенетрон-Россия», «Пенетрон-экспорт», Завод гидроизоляционных материалов «Пенетрон» и «ИП Мирошникова Ирина Владимировна»[432][433].
- 11 декабря присоединилась к санкциям Евросоюза против «губернатора Севастополя» Дмитрия Овсянникова от 21 ноября 2017 года[157].
- 29 декабря ограничила доступ к доменным зонам «.ru» и «.рф» и использование российских почтовых сервисов Mail.ru, Rambler и Yandex в рабочих целях для высших учебных заведений и других учреждений Министерства образования и науки Украины[434].
- 31 января 2018 года присоединилась к продлению санкций Евросоюза против России от 22 декабря 2017 года[158].
- 6 марта продлила санкции против «Сбербанка», «Акционерного коммерческого промышленно-инвестиционного банка», «ВТБ Банка» и «БМ Банка» на год[435].
- 14 марта запретила членам своих национальных сборных по всем видам спорта участвовать в любых соревнованиях, которые проходят на территории России, а также проводить там учебно-тренировочные сборы[436].
- 18 марта не допустила граждан России (за исключением российских дипломатов) на территорию российских дипломатических учреждений для участия в выборах президента Российской Федерации[437].
- 21 марта объявила о разрыве программы экономического сотрудничества с Россией на 2011—2020 годы[438][439].
- 18 мая[440][441]:
  -     - ввела санкции на 3 года или бессрочно «в отношении физических и юридических лиц, причастных к российской агрессии против Украины, к подготовке и проведению незаконного голосования в аннексированном Россией Крыму в рамках выборов Президента РФ, представителей российской оккупационной администрации в Крыму, боевиков российских вооружённых формирований на оккупированной территории Донецкой и Луганской областей и тому подобное»;
    - ввела санкции «в отношении лиц, причастных к информационной и киберагресии против Украины, к противоправным действиям против граждан Украины, которые незаконно содержатся в России, депутатов Государственной думы и членов Совета федерации Федерального собрания Российской Федерации и тому подобное»;
    - продлила действие санкций, применённых в предыдущие годы;
    - в целом, действие санкций коснулось 1748 физических и 756 юридических лиц.
- 22 июня расширила санкционный список на 30 физических и 14 юридических лиц[442].
- 18 июля присоединилась к продлению санкций Евросоюза против Крыма от 18 июня 2018 года[159].
- 31 августа присоединилась к продлению санкций Евросоюза против России от 9 июля 2018 года[160].
- 27 сентября ввела санкции против российских юридических и физических лиц заключивших «внешнеэкономические сделки» с предприятиями транспортной отрасли, подконтрольными властям самопровозглашённой Луганской народной республики, в частности: АО «РЖД Логистика», ООО «Промкомплекспласт», ООО «Газголдер» и т. д.[443][444].
- 22 октября присоединилась к продлению санкций Евросоюза против 155 физических лиц и 44 организаций до 15 марта 2019 года от 13 сентября 2018 года[161].
- 29 ноября закрыла въезд в Крым для всех иностранных граждан[445].
- 30 ноября запретила въезд граждан России мужского пола в возрасте от 16 до 60 лет на свою территорию, исключение — «гуманитарные цели»[445].
- 18 декабря продлила введённый в 2016 году запрет на ввоз российских товаров до 31 декабря 2019 года[446].
- 10 апреля 2019 года правительство Украины расширило перечень товаров, запрещённых к ввозу на территорию Украины из России. Запрещено ввозить банки для консервирования, стеклянные бутылки и ёмкости для пищевых продуктов и напитков, формалин, карбамидно-формальдегидный концентрат и смолы, пружины для тележек грузовых вагонов, электроаппаратуру для коммутации, используемую в устройствах железнодорожной автоматики[447].

 Франция:
- 22 марта 2014 года приостановила большую часть военного сотрудничества с Россией, в том числе обмен визитами и проведение совместных учений[448].
- 3 сентября приостановила поставку в Россию первого из двух заказанных ранее вертолётоносцев класса «Мистраль» — корабля «Владивосток»[449] в связи с действиями России в конфликте на востоке Украины[450].
- 5 августа 2015 года расторгла контракт на поставку вертолётоносцев класса «Мистраль» России[451].

 Черногория:
- 11 апреля 2014 года присоединилась к индивидуальным санкциям Евросоюза, введённым 17 и 21 марта против 33 российских граждан и пророссийских крымских политиков[147].
- 26 мая присоединилась к санкциям Евросоюза, введённым 28 апреля и 12 мая против 28 российских граждан, пророссийских крымских политиков и пророссийских сепаратистов с восточной Украины, а также компаний «Черноморнефтегаз», «Феодосия» и других крымских предприятий, конфискованных у Украины[148].
- 15 октября присоединилась к санкциям Евросоюза, введённым 12, 26, 30 июля и 12 сентября против 58 российских граждан, пророссийских крымских политиков и пророссийских сепаратистов с восточной Украины, а также 26, 30, 31 июля и 12 сентября против 9 субъектов, обвиняемых в подрыве территориальной целостности Украины, 9 крымских компаний, сменивших собственника после аннексии Крыма Россией, 6 крупнейших российских банков, 3 крупнейших российских топливно-энергетических компаний, 3 крупнейших и 9 более мелких оборонных концернов России, авиакомпании «Добролет». Также присоединилась к введённым в данный период: санкциям в сферах торговли и инвестиций против Крыма и Севастополя; эмбарго на импорт и экспорт оружия и подобного материала в Россию; запрету на экспорт товаров двойного назначения и технологий для военного использования в Россию или российским конечным военным пользователям; запрету на поставки в Россию высокотехнологичного оборудования для добычи нефти в Арктике, на глубоководном шельфе и сланцевой нефти[149].
- 29 июля 2015 года присоединилась к санкциям Евросоюза, введённым 29 ноября 2014 года и 16 февраля 2015 года против 32 человек и 14 организаций, а также продлению санкций от 13 марта в отношении 151 человека и 37 юридических лиц. Кроме того, присоединилась к: уточнению формулировок санкций по нефтедобыче от 4 декабря 2014 года, запрету инвестиций в Крым и Севастополь от 20 декабря 2014 года, продлению санкций против Крыма от 19 июня 2015 и продлению санкций против России от 22 июня 2015[150].
- 19 декабря продлила ранее введённые санкции против Крыма и Севастополя до 23 июля 2016 года[452].
- 20 июля 2016 года присоединилась к продлению санкций Евросоюза против Крыма от 17 июня 2016 года[151].
- 24 октября присоединилась к продлению санкций Евросоюза против 146 человек и 37 организаций от 16 сентября 2016 года[152].
- 5 мая 2017 года присоединилась к продлению санкций Евросоюза против 150 физических и 37 юридических лиц на полгода и исключению из списка умерших лиц от 15 марта 2017 года[153].
- 2 июня запретила въезд 149 гражданам Российской Федерации и Украины, «причастным к российской агрессии в Донбассе и аннексии Крыма»[453].
- 28 июля присоединилась к продлению санкций Евросоюза против Крыма от 19 июня 2017 года[154].
- 2 августа присоединилась к продлению санкций Евросоюза против России от 29 июня 2017 года[155].
- 12 октября присоединилась к продлению санкций Евросоюза против 149 человек и 38 организаций до 15 марта 2018 года от 14 сентября 2017 года[156].
- 11 декабря присоединилась к санкциям Евросоюза против «губернатора Севастополя» Дмитрия Овсянникова от 21 ноября 2017 года[157].
- 31 января 2018 года присоединилась к продлению санкций Евросоюза против России от 22 декабря 2017 года[158].
- 18 июля присоединилась к продлению санкций Евросоюза против Крыма от 18 июня 2018 года[159].
- 31 августа присоединилась к продлению санкций Евросоюза против России от 9 июля 2018 года[160].
- 22 октября присоединилась к продлению санкций Евросоюза против 155 физических лиц и 44 организаций до 15 марта 2019 года от 13 сентября 2018 года[161].
- 12 марта 2022 года присоединилась к продлению санкций ЕС против Виктора Януковича и бывших членов его правительства[162].

 Чехия:
- 2 апреля 2014 года Česká pošta прекратила доставку писем и посылок, предназначенных для жителей Крыма[244].
- 3 сентября Прага прекратила партнёрские отношения с российскими городами Москвой и Санкт-Петербургом[454].
- 14 сентября официально заявила о прекращении контактов с Россией на уровне членов правительства и ограничении контактов на уровне их заместителей[455].

 10 апреля 2014 года Эстония заморозила активы и имущество, принадлежащие исполняющему обязанности губернатора Севастополя Алексею Чалому, а также его фирмам AS Tavrida Electric Export и Tavrida Electric Holding AG.
 Швейцария:
- 19 марта 2014 года остановила процесс создания зоны свободной торговли с Таможенным союзом России, Белоруссии и Казахстана[457].
- 26 марта приняла к сведению санкции, введённые Европейским союзом и США, и решила принять все необходимые меры для того, чтобы швейцарская территория не использовалась для их обхода[458]. Также подтвердила, что введённые Европейским союзом визовые ограничения распространяются на её территорию в соответствии с Шенгенским соглашением[459].
- 27 марта заморозила военное сотрудничество с Россией[460].
- 2 апреля ввела ограничения на финансовые операции 33 чиновников из России, в отношении которых Европейский союз ранее ввёл санкции[461][462][463].
- 3 мая расширила свой санкционный список ещё на 15 человек. Санкции введены в отношении десяти граждан России и пяти представителей юго-востока Украины. Против этих людей вводятся ограничения на финансовые операции, также им запрещается въезд в Швейцарию[464].
- 19 мая расширила санкционный список на 13 человек, среди которых 7 граждан России и 6 — Украины[465].
- 5 августа расширила санкционный список на 26 человек, 10 организаций («Донецкая народная республика», «Луганская народная республика», «Новороссия», «Всевеликое войско донское», «Соболь», «Армия Юго-Востока», «Народное ополчение Донбасса», батальон «Восток», «Луганская гвардия») и 8 компаний («Керченская паромная переправа», «Севастопольский морской торговый порт», «Керченский порт», авиакомпания «Универсал-авиа», санаторий «Нижняя Ореанда», «Азовский ликеро-водочный завод», винодельческий комбинат «Массандра», институт винограда и вина «Магарач», завод шампанских вин «Новый Свет»)[466].
- 12 августа отказала в участии в авиашоу AIR14 Payerne российским представителям[467].
- 13 августа приняла к сведению новые секторальные санкции, введённые Евросоюзом, и приняла решение дополнить уже действующие меры таким образом, чтобы швейцарская территория не использовалась для обхода санкций. Также расширила список наименований товаров военного назначения, поставки которых запрещены в Россию[468].
- 27 августа включила в санкционный список 11 человек, а также «Сбербанк», банк «ВТБ», «Газпромбанк», «Внешэкономбанк» и «Россельхозбанк». Ввела запрет на импорт и экспорт некоторых ключевых товаров, которые используются в добыче нефти и газа, запрет на импорт материалов военного назначения из России и экспорт оборудования для нефтяной промышленности, а также ограничения в отношении инвестиций для Крыма и Севастополя[469][470].
- 12 ноября приняла дополнительные меры по предотвращению обхода международных санкций и внесла ещё 24 физических и юридических лица в санкционный список: финансовым посредникам запрещено вступать с такими лицами в новые отношения, а о существующих отношениях они обязаны уведомлять швейцарские власти[471].
- 16 декабря расширила санкционный список на 13 человек и 5 организаций («Донецкая республика», «Мир Луганщине», «Свободный Донбасс», «Народный союз» и «Луганский экономический союз»)[472].
- 6 марта 2015 года расширила меры для предотвращения обхода международных санкций[473][474]:
  - Продлила срок действия санкций в отношении России;
  - Добавила в соответствующие списки пункты, принятые Европейским союзом в декабре 2014 года по непризнанию аннексии Крыма и Севастополя в соответствии с международными санкциями от 27 августа 2014 года;
  - Внесла в санкционный список 19 человек, Казачю национальную гвардию, батальоны «Спарта», «Сомали», «Заря», «Оплот», «Кальмиус», «Смерть», бригаду «Призрак» и движение «Новороссия».
- 18 ноября 2016 года расширила перечень лиц, которые не смогут обходить санкции США и Евросоюза на 6 человек, избранных депутатами Госдумы РФ в Крыму и Севастополе[475].

 9 апреля Швеция прекратила военное сотрудничество с Россией.
 Япония:
- 18 марта 2014 года прекратила переговоры о либерализации визового режима для граждан России и приостановила переговоры о подписании договоров об инвестициях, предотвращении опасной военной деятельности и сотрудничестве в сфере астронавтики с Россией[477][478].
- 29 апреля аннулировала и прекратила выдачу виз 23 сотрудникам государственных структур России и другим лицам[479].
- 10 мая прекратила консультации с Россией по вопросу спорных островов[480].
- 5 августа ввела дополнительные санкции против 40 физических лиц и крымских компаний «Черноморнефтегаз» и «Феодосия»[481].
- 24 сентября ввела санкции против «Сбербанка», «Газпромбанка», «Внешэкономбанка» и «Россельхозбанка», «Внешэкономбанка» и банка ВТБ. Им запрещёно выпускать ценные бумаги в Японии. Также увеличено число проверок, чтобы предотвратить поставки вооружений в Россию[482].
- 6 октября отменила совместные российско-японские учения и отказалась от сотрудничества с Москвой в сфере безопасности[483].
- 9 декабря внесла в санкционный список 26 лиц и 14 организаций, которые «имеют непосредственное отношение к аннексии Крыма и Севастополя Россией, а также к дестабилизации востока Украины». Имущество указанных в нём лиц и организаций будет заморожено в случае обнаружения на территории страны, также фигурантам списка будет отказано во въездных визах[484].
- Осенью 2016 года Японский банк для международного сотрудничества ограничил финансирование компаний и фининститутов России, он[485]:
  - не будет вкладывать в проекты, из которых вышли инвесторы ЕС и США после санкций;
  - будет следить за тем, чтобы в этих проектах не участвовали частные инвесторы страны;
  - продаст права на все уже выданные такие кредиты частным инвесторам.
- 15 декабря заявила, что не намерена подписывать с Россией экономических соглашений, которые противоречили бы политике санкций, наложенных на Москву странами «Большой семёрки» «после аннексии РФ украинского полуострова Крым и в связи с российской политикой в отношении Украины»[486].
- В сентябре 2020 года Япония отказалась заключать мирный договор с Россией, одной из причин такого шага было аннексия Крыма РФ[487].

#### Частично признанные государства
17 сентября 2014 года Республика Косово присоединилась к введённым ранее санкциям Европейского союза и США.

### Воздействие санкций на деловые связи с Россией
- Промышленность:
  - Германский концерн Rheinmetall прекратил поставки оборудования в Россию[173].
  - Германский транснациональный концерн Siemens объявил, что будет строго придерживаться всех введённых санкций против России[489].
  - Французская компания Renault Trucks Defense, принадлежащая шведскому концерну Volvo, приостановила разработку совместного с Россией проекта боевой машины пехоты «Атом»[490].
  - Итальянская фирма «Финкантьери» приостановила совместный с ЦКБ МТ «Рубин» проект по разработке малой неатомной подлодки S-1000[491].
  - Французская компания «EDF Trading» отказалась от российского энергетического угля компании «Заречная»[492].
  - Итальянская нефтеперерабатывающая компания Saras отложила планы по созданию совместного предприятия с ОАО «Роснефть» по продажам нефти и нефтепродуктов[493].
  - Швейцарско-нидерландский нефтетрейдер Vitol приостановил переговоры о привлечении у европейских банков и США около 2 миллиардов долларов для предоплаты «Роснефти» в обмен на последующие поставки нефти[494].
  - Американская корпорация Applied Materials отказалась поставлять оборудование для завода по производству микросхем MRAM-памяти в Москве[495].
  - К сентябрю 2014 года американская нефтяная компания ExxonMobil, являющаяся крупнейшей частной нефтяной компанией в мире, остановила работы по девяти из десяти проектов в России[496]. Офис по контролю за иностранными активами Министерства финансов США в 2017 году оштрафовал «ExxonMobil» на 2 млн долларов за нарушение санкционного режима, но затем суд отменил этот штраф, указав, что компании в 2014 году не дали достаточного времени, чтобы свернуть контакты с «Роснефтью»[497].
  - Нидерландско-британская нефтегазовая компания Royal Dutch Shell остановила сотрудничество с российской нефтяной компанией «Газпром нефть» в рамках совместного предприятия «Ханты-Мансийский нефтяной союз»[498].
  - Иностранные компании свернули своё участие в постройке тральщиков проекта 12700, ввиду чего постройка новых кораблей остаётся под вопросом[499].
  - Из-за отказа украинского «Турбоатома» тестировать турбины Россия была вынуждена перенести срок сдачи головного атомного ледокола ЛК-60Я «Арктика» с 2017 на 2019 год. По данным российских источников сдача вероятно не будет произведена и в 2019 году[500].
- IT-бизнес:
  - Американские IT-компании, в том числе Microsoft, Oracle, Symantec и Hewlett-Packard, прекратили сотрудничество с российскими банками и компаниями, в отношении которых власти США ввели санкции[501].
  - О прекращении работы в Крыму заявили Amazon, eBay и Apple[502].
  - Компания Blizzard приостановила доступ крымчан к их учётным записям в Battle.net[503].
  - Крупнейший интернет-магазин Китая AliExpress, входящий в Alibaba Group, прекратил обслуживание жителей Крыма[502].
  - Социальная сеть Facebook заблокировала коммерческие аккаунты крымчан, которые занимаются SMM и SEO[504].
- Финансово-экономическая сфера:
  - 21 марта 2014 года международные платёжные системы Visa и MasterCard прекратили обслуживание карт, выпущенных российскими банками, аффилированными с лицами из списка санкций США. Среди первых пострадавших — клиенты банков АКБ «Россия», «Собинбанк», «Инвесткапиталбанк», СМП Банк, «Финсервис» и др. (всего семь российских банков)[505].
  - 16 апреля Банк Кипра прекратил работу всех своих отделений в Крыму «в связи с последними событиями на Крымском полуострове»[506].
  - От участия в Петербургском международном экономическом форуме отказались руководители более 30 компаний, в их числе руководители компаний: Goldman Sachs, Morgan Stanley[507], ConocoPhillips, Airbus Group, Visa Inc., Alcoa, Siemens, Citigroup, International Paper Company, Pepsi, Eni, Bain & Company[508], Enel[509], E.ON[510], Boeing[511], Deutsche Bank[512].
  - 26 декабря платёжные системы VISA и MasterCard прекратили обслуживание своих карт в Крыму[513].
  - По крайней мере часть вьетнамских банков отказалась открывать аккредитивы и осуществлять платежи российским банкам, находящимся под санкциями[514].
  - 13 июля 2015 года британский банк Barclay’s закрыл счета представительства МИА «Россия сегодня»[515].
- Туризм:
  - Круизные компании отменили заходы своих лайнеров в крымские порты. В частности, о таком решении официально заявили Costa Crociere, Azamara, Oceania Cruises, Regent Seven Seas Cruises, Windstar Cruises, MSC Cruises, Червона Рута[516].

### Снятие некоторых санкций

#### Международные организации
Европейский союз
- 5 декабря 2014 года разрешил европейским дочерним компаниям российских банков, подпавших под санкции, привлекать кредиты на срок более 30 дней, если тем нужно «экстренное финансирование» — например, чтобы подтвердить достаточность их капитала или не допустить банкротства[517].
- 9 октября 2015 года ослабил санкции против России в ракетной отрасли, разрешив ограниченные поставки в Россию таких компонентов ракетного топлива, как гидразин, гептил и монометилгидразин[518].
- 1 декабря 2017 года отменил запрет по предоставлению технической или финансовой помощи России, связанной с продажей, поставкой, передачей или экспортом и импортом, приобретением или транспортировкой гидразина (CAS 302-01-2) в концентрациях 70 % и больше, но только в рамках миссии ExoMars 2020[519].

#### Отдельные страны
18 сентября 2014 года Канада исключила «Экспобанк» и «Росэнергобанк» из санкционного списка.
 США:
- 7 октября 2014 года отменили санкционные ограничения в отношении турецкого DenizBank, который на 99,85 % принадлежит «Сбербанку России»[521].
- 31 января 2015 года огласили ряд исключений из наложенных ранее на Крым санкций[522]:
  - Разрешено пересылать определённые средства частным жителям Крыма на некоммерческих, личных началах, за исключением тех лиц в Крыму, на которых наложены персональные санкции.
  - Разрешено резидентам Крыма, на которых наложены персональные санкции, пользоваться банковскими счетами в банковских учреждениях США при условии, что банковские операции имеют частный, а не деловой характер.
  - Разрешены транзакции, связанные с приёмом и передачей до Крымского региона Украины сообщений системами связи (но это не касается передачи туда телекоммуникационного оборудования и технологий предоставления услуг передачи системами связи), за исключением сделок, ограниченных раньше индивидуальными санкциями.
- 22 мая разрешили жителям Крыма доступ к сетевым сервисам (социальные сети, приложения для обмена сообщениями и фотографиями, электронная почта), при условии, что данные сайты являются бесплатными и широко распространёнными. Внесённое исключение не касается лиц и компаний, находящихся в санкционном списке[523][524].
- 15 декабря 2016 года отменили ограничительные меры к закупкам и технической поддержке цифрового электрооптического сенсора OSDCAM4060, «что улучшит мониторинговые возможности США при подтверждении следованию соглашения с Россией по договору об Открытом небе»[525].

 Украина:
- 18 сентября 2015 года отменила санкционные ограничения в отношении журналистов «Би-би-си» Стива Росенберга, Эммы Уэллс и Антона Чичерова, «El Pais» Састре Мануэля Анхеля и Родригеса Антонио Хосе Памплиега, а также «Die Zeit» Михаэля Рутца[526].
- 25 февраля 2016 года возобновила транзит российских грузовых автомобилей по своей территории[527].
- 10 марта разрешила трансляцию российского телеканала «Мир сериала»[528].
- 15 апреля разрешила трансляцию российских телеканалов «Радость моя» и «Еврокино»[529].
- 27 мая сняла санкции с 29 журналистов (в том числе шести российских)[530].
- 29 декабря 2017 года отменила санкции в отношении компании «Южтранс»[531].
- 18 апреля 2018 года отменила прямой запрет на участие украинских спортсменов в соревнованиях, которые проходят на территории России, но запретила его финансирование за счёт средств государственного бюджета[532].
- 4 июля разрешила лицам, к которым применены санкции, выполнять свои обязательства перед украинскими контрагентами, а также осуществлять платежи в бюджет, выплату заработной платы и тому подобное[533].

## Ограничения со стороны организаций и стран, официально не присоединившихся к санкциям
Ряд государств и организаций официально не присоединился к санкциям против России, однако ввёл ряд неофициальных ограничений.

### Международные организации
ООН:
- Всемирный банк:
  - Международная финансовая корпорация:
    - С апреля 2014 года не приняла ни одного положительного решения по инвестициям в российские проекты[278].
    - С июня перестала выносить инвестиции в российские проекты на рассмотрение совета директоров[278].

BRICS БРИКС:
- Новый банк развития БРИКС вышел на финансовые рынки с условием, что заимствовать в долларах он сможет только в случае отсутствия трансакций в какой бы то ни было валюте с организациями, находящимися под санкциями. В связи с этим, чтобы не нарушать санкций (НБР БРИКС инвестирует под суверенную гарантию, которых Россия по инфраструктурным проектам не даёт, или через национальный банк развития, которым в России является находящийся под санкциями Внешэкономбанк), для инвестиций в российские проекты он вынужден привлекать средства исключительно на внутреннем российском рынке в рублях[534].

### Государства
В феврале 2017 года Азербайджан и Украина договорились не пропускать товары, произведённые на неподконтрольных им территориях, за исключением тех случаев, когда товары с этих территорий лицензированы центральным властями — Киевом и Баку.
 Израиль:
- В апреле 2015 года Банк Израиля потребовал от руководства израильских банков изучить кредитные портфели определённых компаний и лиц, чтобы узнать, нет ли среди них тех, кто попадает под санкции Европейского союза и США; обязал разработать регламент работы и установить правила для выявления и предотвращения новых сделок с ними; а также, разрешил отказывать российским клиентам, попадающим под санкции, в проведении новых сделок и прерывать с ними действующие соглашения. Кроме того, Банк Израиля потребовал периодически представлять отчёты по этому вопросу[536].
- Перестал поставлять беспилотные летательные аппараты России[537]
- Закрыл почётное консульство в Крыму[537].
- Рекомендовал не вести бизнес в Крыму, в связи с чем крупнейшие израильские страховые компании перестали страховать сделки на полуострове[537].
- Официально предупредил своих туристов, направляющихся в Крым, о необходимости получить разрешение правительства Украины для нахождения на территории полуострова, отметив, что вход на территорию Крымского полуострова любыми другими путями, кроме как через территорию Украины, считается уголовным преступлением по украинским законам[538].

 С апреля 2018 года Индия, в связи с CAATSA, прекратила платежи по большинству оружейных контрактов с Россией.
 Индонезия отсрочила поставку Су-35 со стороны России ввиду CAATSA.
 Китай:
- Рекомендовала предприятиям с госучастием не сотрудничать с крымскими компаниями, а также не участвовать в каких-либо соглашениях или проектах в Крыму[541].
- В сентябре 2015 года из-за санкций отказалась принимать официальную российскую делегацию от Крыма[541].
- Китайские банки (за исключением Эксим банка Китая и China Development Bank) де-факто присоединились к санкциям против России и начали уклоняться от выдачи кредитов. Кроме того, многих россиян вынудили закрыть счета в китайских банках и перевести средства в другие места[542].
- Коммерческие кредитные организации КНР стали задерживать перечисления на счета российских банков либо вовсе отказываться проводить платежи, причём под блокировку попадали транзакции даже не включённых в санкционные списки компаний[543].

 8 июля 2015 года Туркменистан «в связи с продолжающимся мировым экономическим кризисом и введёнными западными странами экономическими санкциями против России» объявил ОАО «Газпром» неплатежеспособным.
 6 октября 2017 года Турция запретила судам, прибывающим из портов Крыма, заходить в свои порты. Введённый запрет касается кораблей под любым флагом.
 Филиппины из-за санкций США отказались закупать российские Ми-171, взамен закупив 16 американских Sikorsky UH-60 Black Hawk.

## Санкции против третьих государств, нарушивших санкционный режим против России
Странами и организациями, участвующими в санкциях против России, также были введены санкционные ограничения против ряда стран, нарушивших данные санкции.

### Государства
США:
- 20 сентября 2018 года ввели санкции против Департамента вооружений Центрального военного совета КНР и его руководителя Ли Шанфу в связи с покупкой КНР 10 истребителей Су-35 в декабре 2017 года и оборудования для зенитно-ракетных систем С-400 в 2018 году[547].

## Давление США при наложении санкций
Различные представители российских властей неоднократно делали заявления о том, что решения о наложении и продлении санкций принимались различными государствами под давлением США. Министр иностранных дел России Сергей Лавров рассматривает попытки США испортить отношения России со странами Латинской Америки, Азии и Африки как беспрецедентные: 
США, которых я не характеризовал как плохих и злобных (они такие, какие есть, обуреваемы уверенностью в своей исключительности, и их не исправить), рассылают эмиссаров по всему миру и уговаривают, чтобы все были против нас. Это так. Но они практически никого не уговорили, кроме ЕС и некоторых своих близких союзников за пределами НАТО и Европейского союза.
Власти США оказывали давление не только на правительства различных стран, но и на представителей бизнеса. Так, от участия в Петербургском международном экономическом форуме, проходившем 22—24 мая 2014 года, отказались около 15 % руководителей фирм. Председатель правления фонда Сергей Беляков сообщил, что компании объясняли своё решение «давлением, которое оказали на них власти США в связи с санкциями, объявленными против России». По данным газеты The New York Times, к ряду компаний США обращались помощники Барака Обамы, призывая отказаться от участия в ПМЭФ.
По мнению политолога П. Святенкова, главным фактором при наложении санкций стало «безусловно, давление со стороны США. Если бы ЕС сам принимал решения, вряд ли бы зашёл так далеко в санкциях» Член британского парламента Джордж Галлоуэй заявил, что Евросоюз жертвовал собственной экономикой «ради Барака Обамы». Премьер-министр Венгрии Виктор Орбан, указывая на неэффективность санкций ЕС против России и на значительный ущерб, который они нанесли венгерской экономике, образно сравнил их с «выстрелом себе в ногу». Пресс-секретарь Белого дома Джош Эрнест в июне 2015 года признал, что введение санкций потребовало от ЕС, имеющего интегрированную с Россией экономику, «более значительных жертв, чем от США».
Американский публицист Эрик Марголис (англ. Eric Margolis) полагает, что «давление США на ЕС в вопросе санкций привело к тому, что западные державы пострадали больше, чем Россия». При этом американское влияние отмечалось наблюдателями и экспертами ещё в марте и апреле 2014 года, когда США оказывали давление с целью присоединения стран ЕС к санкциям против России. Об американском давлении заявляли в марте и многие европейские дипломаты.
По данным российской газеты «Коммерсант», США пытались оказать давление на Китай, но безуспешно — власти КНР не согласились присоединяться к санкциям, по мнению Москвы, неожиданно выступив как твёрдый партнёр России. 11 октября 2014 года заместитель председателя государственного совета КНР Ван Ян назвал ошибкой введение западными странами санкций в отношении России и заявил, что «Китай выступает против оказания давления Запада с помощью санкций».
2 октября 2014 года вице-президент США Джозеф Байден подтвердил, что страны Евросоюза не хотели вводить санкции против России и пошли на эти меры под сильным давлением Вашингтона. По словам Байдена, «Америка взяла лидерство на себя, и президент США настаивал на этом, часто почти приходилось ставить в неловкое положение Европу, чтобы она с риском понести экономический ущерб начала действовать с целью заставить [Россию] расплатиться». В своём комментарии по поводу заявления Байдена Майя Косьянчич, пресс-секретарь верховного представителя ЕС по иностранным делам и политике безопасности Кэтрин Эштон, заявила, что «ЕС принял решение о введении санкций в отношении РФ автономно и единогласно, ввиду сложности ситуации на Украине и роли в этом России».
В феврале 2015 года в ответ на жалобы ряда стран — членов Евросоюза о том, что им слишком дорого обходятся санкции против России, Байден заявил, что эти жалобы являются «неуместными и раздражают».
По заявлению губернатора Токио Ёити Масудзоэ, кабинет министров Японии одобрил санкции в отношении России под давлением США: «Япония в области обеспечения безопасности зависит от США в отношении Китая и Северной Кореи. У нас проблемы вокруг нашей страны, что обусловливает необходимость опираться на военные возможности США. Нам очень хотелось бы, чтобы российский народ узнал ситуацию, о том, что подталкивает Японию». 13 октября 2014 года Юкио Хатояма заявил, что, когда он был премьер-министром Японии (2009—2010), «существовала такая же ситуация — японскому правительству, в частности, министерству иностранных дел, всегда приходилось обращать внимание на позицию США», что, по мнению Хатоямы, приводит Японию к потере самостоятельности и несчастью.

## Ответные действия России
17 марта 2014 года Министерство иностранных дел Российской Федерации назвало введённые США санкции против России «отражением патологического нежелания признавать реальность и стремлением навязывать всем свои односторонние несбалансированные и абсолютно игнорирующие реальность подходы».
В ответ на санкционные меры против ряда российских официальных лиц и депутатов Федерального Собрания МИД РФ 20 марта опубликовал список санкций в отношении официальных лиц и членов Конгресса США, куда вошли девять человек:
- 1. заместитель помощника президента США по национальной безопасности Кэролайн Аткинсон,
  2. помощник президента США Дэниэл Пфайффер,
  3. помощник президента США Бенджамин Родс,
  4. лидер фракции большинства в сенате Гарри Рид,
  5. спикер палаты представителей конгресса США Джон Бейнер,
  6. председатель сенатского комитета по иностранным делам Роберт Менендес,
  7. сенатор Мэри Лэндрю,
  8. сенатор Джон Маккейн,
  9. сенатор Дэниэл Коус.

Им запрещён въезд на территорию Российской Федерации.
В ответ на санкции Канады 24 марта Министерство иностранных дел Российской Федерации опубликовало список 13 канадских граждан — чиновников, парламентариев и общественных деятелей, — которым запрещается въезд в РФ.
- 1. Кристин Хоган (Christine Hogan) — советник премьер-министра по внешней и оборонной политике,
  2. Уэйн Вутерс (Wayne G.Wouters) — руководитель аппарата премьер-министра, клерк Тайного Совета,
  3. Жан-Франсуа Трамбле (Jean-Francois Tremblay) — заместитель руководителя аппарата премьер-министра,
  4. Эндрю Шир (Andrew Sheer) — спикер палаты общин,
  5. Питер ван Лоан (Peter Van Loan) — руководитель фракции Консервативной партии в палате общин,
  6. Рэйнел Андрейчук (Raynell Andreychuk) — председатель комитета по иностранным делам и международной торговле сената,
  7. Дин Эллисон (Dean Allison) — председатель комитета по иностранным делам и международному развитию палаты общин,
  8. Поль Дюар (Paul Dewar) — заместитель председателя комитета по иностранным делам и международному развитию палаты общин,
  9. Ирвин Котлер (Irwin Cotler) — заместитель председателя подкомитета по правам человека комитета по иностранным делам и международному развитию палаты общин,
  10. Тед Опитц (Ted Opitz) — член палаты общин,
  11. Кристия Фриленд (Christia Freeland) — член палаты общин,
  12. Джеймс Безан (James Bezan) — член палаты общин,
  13. Пол Грод (Paul Grod) — президент Канадского украинского конгресса.

28 марта МИД РФ объявил, что санкционные списки против граждан стран ЕС, США и Канады расширены по «зеркальному» принципу, учитывая расширение санкций с их стороны, но открыто списки публиковаться больше не будут; согласно неназванному высокопоставленному источнику РИА Новости, «фигуранты „стоп-листа“ узнают о том, что они в российском „чёрном списке“, когда будут пересекать российскую границу».
26 сентября евродепутату Ребекке Хармс, сопредседателю фракции «зелёных» в Европарламенте, намеревавшейся въехать в Россию для участия в судебном процессе по делу Надежды Савченко, обвиняемой в шпионаже и соучастии в действиях, приведших к гибели российских журналистов, было отказано во въезде в Россию в связи с тем, что она включена в российский визовый чёрный список для Евросоюза. Как сообщил постпред РФ при ЕС Владимир Чижов, российский стоп-лист представляет собой ответную меру, которую российская сторона применила после внесения в санкционный список Евросоюза достаточно большой группы депутатов Государственной Думы и членов Совета Федерации Федерального Собрания Российской Федерации. 1 октября президент Европарламента Мартин Шульц потребовал от России раскрыть полный список депутатов ЕП, которым запрещён въезд в Россию, и объяснить причины запрета. Он отметил, что Евросоюз оглашал свои санкции в отношении российских чиновников поэтапно и прозрачно, объясняя введение этих ограничений. Заместитель директора департамента информации и печати МИД РФ Мария Захарова заявила в эфире «Русской службы новостей», что Россия не будет публиковать ответный список невъездных представителей стран ЕС, но отметила, что в этот список попали люди, которые занимают агрессивную позицию по отношению к России и активно добиваются введения дополнительных санкций против РФ.
После того, как платёжные системы Visa и MasterCard по требованию Министерства финансов США заморозили операции по пластиковым картам нескольких отечественных банков, в России активизировались действия по созданию собственной национальной платёжной системы. Идут разговоры о переходе на китайскую платёжную систему UnionPay или японскую JCB. Госдума потребовала компенсаций от Visa и MasterCard. 27 марта 2014 года Президент Российской Федерации Владимир Путин одобрил создание национальной платёжной системы в России. По прогнозам агентства Morgan Stanley при полном прекращении операций в России упущенные доходы Visa и MasterCard составят 350—470 и 160 миллионов долларов в год, соответственно.
В ответ на прекращение поставок оружия и военной техники с Украины в Россию президент России Владимир Путин заверил, что Россия найдёт, чем заменить украинские поставки ОПК, и что «сомнений в том, что российская оборонка способна это компенсировать, нет». 10 апреля Владимир Путин провёл совещание с руководством предприятий ОПК и профильных ведомств. О потерях Укроборонпрома от разрыва отношений с Россией не сообщается.
17 июля 2014 года, в день введения администрацией США нового пакета санкций, Министерство иностранных дел России опубликовало заявление, что Вашингтон «цинично старается отвести от себя ответственность и грубо извращает факты» и «фактически подстрекает к кровопролитию». Дипломаты восприняли действия по введению санкций как попытки США возложить на Россию ответственность за гражданскую войну с многочисленными жертвами в соседней стране. Заместитель министра иностранных дел Сергей Рябков заявил, что санкции нелегитимны, введены «под надуманным и ложным предлогом» и что они не принесут ничего, кроме осложнения российско-американских отношений.
22 августа Россия ввела ограничения на въезд на свою территорию для ряда граждан Японии.
22 марта 2017 года, в ответ на запрет действия на Украине российских платёжных систем, принят закон, запрещающий денежные переводы на Украину через иностранные платёжные системы.
 27 марта Государственный Совет Республики Крым опубликовал на официальном сайте список лиц, пребывание которых считается нежелательным в Республике Крым. В список вошли 320 человек, среди которых ведущие украинские политики, депутаты Верховной Рады Украины, которые голосовали за досрочное прекращение полномочий Верховного Совета Крыма, и государственные деятели от различных партий.
 26 июля глава Чеченской Республики Рамзан Кадыров ввёл санкции против президента США Барака Обамы, председателя Еврокомиссии Жозе Мануэля Баррозу, председателя Евросовета Хермана Ван Ромпёя, верховного представителя ЕС по иностранным делам и политике безопасности Кэтрин Эштон и председателя Европарламента Мартина Шульца. С 27 июля им запрещён въезд в Чечню, а их банковские счета и «любые активы» будут заморожены.
19 марта 2015 года Россия включила в санкционные списки свыше 200 иностранцев. Из наиболее известных лиц в список попали заместитель помощника президента США по национальной безопасности Кэролайн Аткинсон, помощники президента США Дэниел Пфайффер и Бенджамин Роде, лидер фракции большинства в конгрессе США Гарри Рид, спикер палаты представителей конгресса США Джон Бэйнер, председатель сенатского комитета по иностранным делам Роберт Менендес, сенаторы Мэри Лэндрю, Джон Маккейн, Дэниел Коутс.
28 мая Россия запретила въезд на свою территорию 89 политикам из Европейского союза.

### Российское эмбарго
6 августа 2014 года указом президента России «О применении отдельных специальных экономических мер в целях обеспечения безопасности Российской Федерации» был запрещён ввоз на территорию РФ «отдельных видов» сельскохозяйственной продукции, сырья и продовольствия, страной происхождения которых является государство, принявшее решение о введении экономических санкций в отношении российских юридических и (или) физических лиц или присоединившееся к такому решению. Под действие эмбарго, в частности, попали страны Евросоюза, США, Австралия, Канада, Норвегия. Конкретный перечень товаров, в отношении которых вводятся ограничения, определило правительство РФ. В список входят мясные и молочные продукты, рыба, овощи, фрукты и орехи. Суммарный годовой объём импорта, подпавшего под санкции, оценивается в 9 миллиардов долларов США.
11 августа также были ограничены государственные закупки товаров лёгкой промышленности у иностранных поставщиков. В перечень товаров попали ткани, верхняя одежда, спецодежда, нательное бельё, а также одежда из кожи и меха. Данные меры касаются всех государств, за исключением членов Таможенного союза. Решение вступило в силу с 1 сентября 2014 года.
20 августа правительство Российской Федерации исключило из санкционного списка безлактозное молоко, мальков лосося и форели, семенной картофель, лук, гибридную сахарную кукурузу и лук, биологически активные добавки.
1 июня 2016 года было опубликовано постановление правительства России, которое частично сняло эмбарго — из списка запрещённых к ввозу товаров исключены (только для целей детского питания) сушёные и замороженные овощи, мороженая говядина, а также мясо домашней птицы.
С августа 2015 года ввезённые в Россию в нарушение эмбарго санкционные продукты подлежат уничтожению.
13 сентября 2016 года было опубликовано постановление правительства Российской Федерации, которое усилило эмбарго, включив в перечень запрещённых к ввозу товаров соль (в том числе морскую). Запрет вступил в силу 1 ноября 2016 года.
Эмбарго носит явно ответный характер. Тот факт, что решение вопроса об его отмене не имеет отношения к продовольственной безопасности России, подтвердил Владимир Путин, который 23 декабря 2016 года заявил следующее: «Мы с удовольствием пойдём на все отмены, хотя российские сельхозпроизводители нас призывают этого не делать, в том случае, если наши партнёры, в том числе европейские партнёры, отменят антироссийские санкции».
13 апреля 2018 года большая группа депутатов Государственной думы во главе с В. В. Володиным, Г. А. Зюгановым, В. В. Жириновским, С. И. Неверовыс, С. М. Мироновым и И. И. Мельниковым внесла законопроект о контрсанкциях. 15 мая Госдума приняла законопроект в первом чтении, окончательное принятие состоялось 22 мая, 30 мая он был одобрен Советом Федерации, а 4 июня — «подписан» президентом В. В. Путиным. Закон предполагал ряд прав правительства на запреты импорта различных товаров, произведённых в США, а также въезд отдельных граждан. Из изначально предложенной версии ряд положений о запрете на закупку лекарств и ПО из США был позднее исключён.
18 апреля 2019 года правительство Российской Федерации в ответ на санкции, введённые Украиной 10 апреля 2019 года, запретило экспорт на Украину сырой нефти и нефтепродуктов, битума и других материалов, необходимых для дорожных покрытий. С 1 июня 2019 года экспорт угля, бензина, дизельного топлива на Украину будет производиться только с разрешения правительства РФ. Ввоз продукции машиностроения, лёгкой промышленности и металлообработки с Украины в Россию полностью запрещён.

### Ограничения со стороны стран, имеющих обязательства перед Российской Федерацией
Исполнение некоторых ответных санкций со стороны Российской Федерации, в связи с подписанными международными договорами, распространили на свою территорию несколько государств.
 30 ноября 2015 года, в связи со вступлением в силу соглашения «О взаимном признании и порядке исполнения решений об отказе во въезде», Белоруссия приняла на себя обязательство не впускать в страну фигурантов российских чёрных списков.

## Экономические последствия санкций
По состоянию на 2020 год экономический эффект санкций оказался минимальным, оценки сокращения роста ВВП России варьируют между −0,2 % в год (МВФ, 2019), −1,2 % за 2014—2015 (Пестова и Мамонов, 2019), 0 % (Холодилин и Нешунаев, 2019), −1,5 % за 2014—2017 (Барсегян, 2019).

### Для Евросоюза
По информации Комитета по экономическим отношениям с Восточной Европой, от торговли с Россией зависят около 300 000 рабочих мест в Германии. По мнению главы российского отделения Промышленно-торговой палаты Германии Тобиаса Брауманна, наибольшие убытки от падения экспорта в Россию понесут машиностроительные компании. Тем не менее, это почти не повлияет на немецкую экономику в целом, так как доля России в суммарном внешнеторговом обороте Германии составляет менее 4 %.
По сообщению Sunday Times от 9 ноября 2014 года, ведущие промышленники Германии, считающие, что санкции наносят вред немецкой экономике, оказывали давление на Ангелу Меркель, требуя их отмены.
 По мнению премьер-министра Венгрии Виктора Орбана, озвученному в сентябре 2014 года, санкции ЕС против России неэффективны и несут «значительный ущерб» венгерской экономике; он образно сравнил их с «выстрелом себе в ногу». В ноябре Виктор Орбан сообщил, что США оказывают на Венгрию огромное давление в связи с её пророссийской позицией по «Южному потоку» и АЭС Пакш, и заявил, что считает действия ЕС и НАТО в отношении России за её политику на Украине полностью оправданными и безальтернативными. При этом он снова отметил, что санкции против РФ негативно влияют на экономику Венгрии, и призвал ЕС компенсировать убытки странам, которые ощущают на себе последствия санкций против РФ, но остаются лояльными к этой политике.
 9 февраля 2015 года глава МИД Испании заявил, что санкции «дорого обошлись для всех […] на сегодняшний день ЕС потерял 21 миллиард евро на экспорте».

#### Последствия для технологических сфер
По мнению заместителя генерального секретаря Еврокомиссии Хенрика Хололея, Евросоюз имеет больший негативный эффект от санкций не на аграрный, а на технологический сектор, который несёт убытки в миллиарды евро — из-за санкций остаются непроданными машины и оборудование на сумму в несколько миллиардов евро.

### Для России

#### Макроэкономический эффект для российской экономики
По мнению российского экономиста Сергея Гуриева, санкции — «это не катастрофическое развитие событий, но достаточно существенный удар по российской экономике». В долгосрочной перспективе, по оценкам экспертов, наиболее негативные последствия для России будут иметь ограничения, накладываемые на экспорт в Россию высоких технологий и доступ российских банков к дешёвым кредитным ресурсам.

ВВП по ППС РФ в 2014 году на уровне Италии, Польши и Испании

Как заявил премьер-министр РФ Дмитрий Медведев, из-за санкций сложились «не самые лучшие условия» для внешних заимствований, ситуация также «не способствует» притоку иностранных инвестиций. Медведев не исключил, что в связи с этим может быть увеличена налоговая нагрузка.

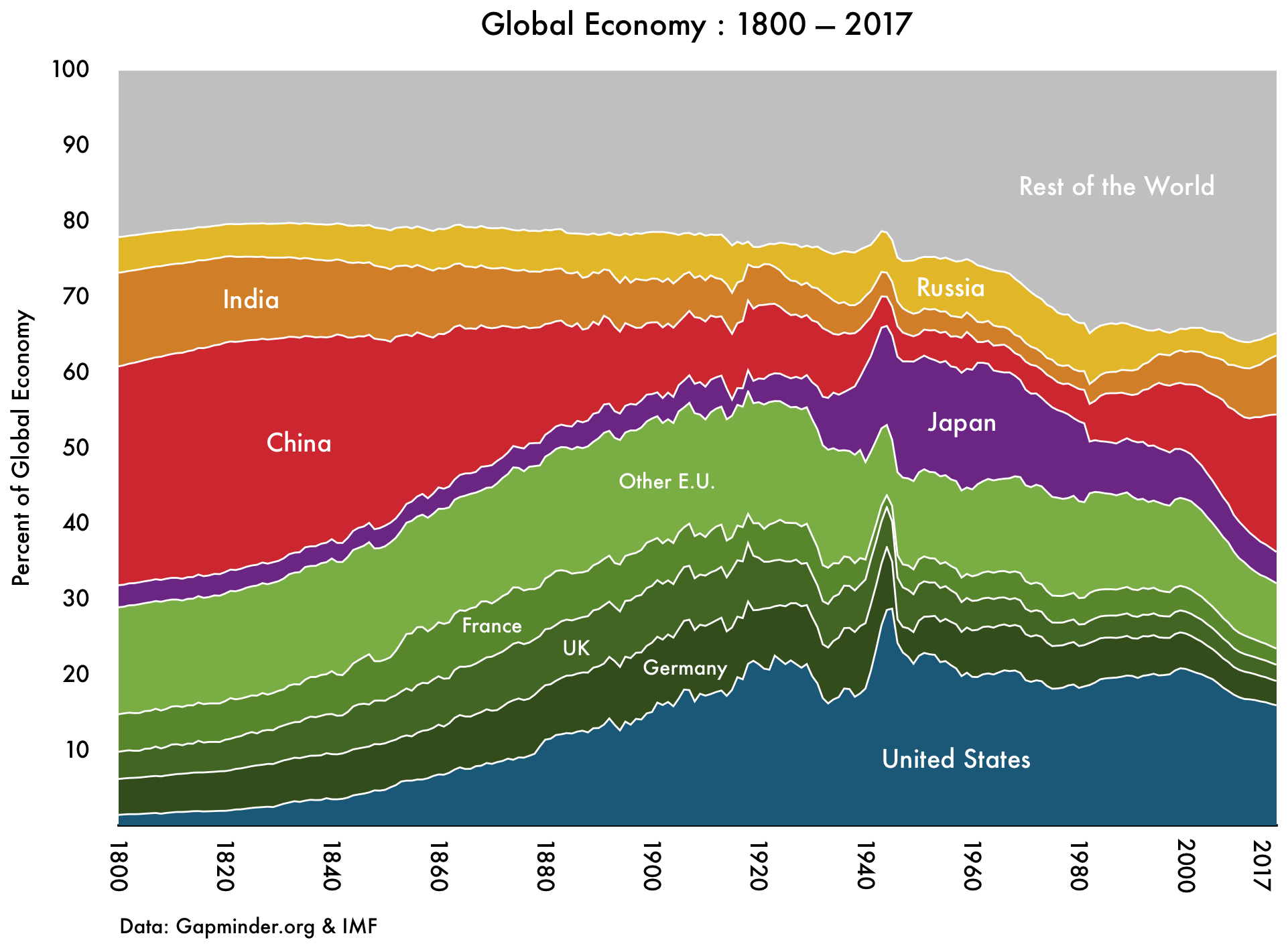
Динамика ВВП крупнейших экономических держав мира

Ответное российское эмбарго на санкции Запада было введено как защитная мера и «стимул для развития российского аграрного сектора». Следствием санкций и эмбарго стало стремление России переориентироваться на новые рынки, в частности, о своей готовности к расширению сотрудничества заявляли Турция и Чили.
В конце апреля 2014 года агентство Standard & Poor’s понизило долгосрочный рейтинг России по обязательствам в иностранной валюте с «BBB» до «BBB-». Дальнейший прогноз по рейтингу России — «негативный». Долгосрочный рейтинг в национальной валюте был снижен с ВВВ+ до BBB, прогноз по нему также «негативный». Рейтинг краткосрочных обязательств в иностранной валюте был снижен с А-2 до A-3, краткосрочный рейтинг в национальной валюте подтверждён на уровне А-2. Существует мнение, что понижение рейтинга было вызвано действиями России в отношении Украины.

Долгосрочные рейтинги стран мира, Standard & Poor’s, Foreign Rating. Чем ниже рейтинг, тем менее привлекательна страна для инвесторов. Изображение 2012

По данным ВШЭ и агентства Bloomberg, одной из причин девальвации рубля в 2014 году были санкции против РФ. В августе-октябре 2014 года рубль оказался наиболее стремительно падающей валютой среди 170 мировых валют.
ВШЭ связывает с санкциями ускорение инфляции. С начала года инфляция увеличилась на 7,4 процента.
Санкции были одной из причин, вызвавших масштабный отток капитала из России, который за первые 10 месяцев 2014 года составил 110 млрд долларов США.
27 апреля 2015 года Владимир Путин на заседании Совета законодателей в Санкт-Петербурге заявил, что российская экономика из-за санкций недополучила 160 млрд $.
По оценкам экспертов МВФ, санкции против РФ стоили экономике России 1—1,5 % немедленного роста ВВП, а кумулятивные потери от них могут достичь 9 % роста.
В сентябре 2015 года главный экономист Citigroup по России и СНГ Иван Чакаров в аналитическом докладе о российской экономике раскритиковал распространённое на Западе мнение о том, что санкции оказали существенное влияние на российский ВВП, и благодаря статистическому анализу связал с санкциями 0,4 % падения ВВП из 4,4 % полного падения с пика ко второму кварталу 2015 года, остальные 4 % объяснив падением цен на нефть.
По данным исследования, опубликованного в European Economic Review, из-за санкций российские корпорации потеряли почти 100 миллиардов долларов, что составляет 4,2 % ВВП России. При этом попытки защитить некоторые из этих компаний от санкций с помощью налоговых льгот, государственных контрактов и других методов увеличили потери российской экономики от санкций до 8 % ВВП.
По оценкам издания «Новая газета», от сворачивания программ экономического сотрудничества с Украиной потери России по состоянию на апрель 2018 года составили более 50 миллиардов долларов.
Согласно сообщению Росстата, при том, что рост цен на продукты питания в РФ за январь-октябрь 2019 года составил 1,3 % — это меньше показателя скачка цен в ЕС. В ЕС продовольствие подорожало на 1,7 %. Для России в условиях санкций показатели улучшились по сравнению с прошлым годом.

#### Последствия для федерального бюджета России
Как заявил Дмитрий Медведев, из-за санкций и замедления экономического роста пришлось корректировать «и так достаточно напряжённый бюджет». Правительство было вынуждено увеличить расходы на поддержку компаний, пострадавших от санкций. Источниками средств для пострадавших компаний является Фонд национального благосостояния и пенсионные накопления граждан.
Расходы бюджета в целом пришлось сократить, однако, по заявлению Медведева, правительство «старается сохранить на прежнем уровне» финансирование программ, которые имеют принципиальное значение для экономического роста и обеспечения граждан.
22 марта 2017 года Государственная дума в третьем чтении приняла закон депутата от «Единой России» Андрея Макарова, по которому находящиеся под иностранными санкциями физлица могут не признаваться налоговыми резидентами России (если у них есть налоговое резидентство другого государства). Закон имеет обратную силу, по которой возврат подоходного налога возможен с 2014 года. Документ был принят голосами депутатов фракции «Единая Россия», остальные фракции голосовали против. По оценкам СМИ, воспользоваться прописанной выгодой смогут предприниматели из ближнего круга президента Владимира Путина (Аркадий Ротенберг, Игорь Сечин, Геннадий Тимченко).

#### Последствия для военной и космической отрасли
Глава Роскосмоса Олег Остапенко заявил, что «в целом можно отметить благоприятное воздействие санкций на отрасль». В частности, он отметил, что стали быстрее внедряться новые технические решения, с большей скоростью выполняются меры по стандартизации.
Введение санкций также ускорило процесс импортозамещения в космической отрасли, который реализуется по плану уже в течение нескольких лет. В условиях санкций планируются меры по производству таких конечных изделий, как ракеты-носители, разгонные блоки, космические аппараты и пр. По сообщению заместителя генконструктора компании «Информационные спутниковые системы» Юрия Выгонского, сроки изготовления российских спутников были увеличены на 8-10 месяцев, а для ряда компонентов пришлось искать аналоги, что стало следствием ограничений на поставку электронной компонентной базы из США. Проблема коснулась в том числе и системы ГЛОНАСС.
Руководитель Объединённой ракетно-космической корпорации Игорь Комаров заявил, что в условиях санкций Россия будет покупать недостающие микроэлектронные компоненты и станки у надёжных поставщиков в Китае, Южной Корее, Индии, Сингапуре и других азиатских государствах. Комаров заявил, что запаса электроники для российских проектов хватит на 2014—2015 годы, но после 2015 года с ней «могут возникнуть проблемы». По мнению Остапенко, введённые санкции не являются критичными для отрасли. По заявлению вице-премьера РФ Дмитрия Рогозина, «космическая отрасль зависима в первую очередь от радиационно стойкой электронной компонентной базы», над импортозамещением которой ведётся работа.
По утверждению Остапенко, санкции не сказались на сотрудничестве в отношении МКС, в частности «США, несмотря на санкции, не отказываются от использования российских кораблей „Союз“ для доставки своих астронавтов на борт МКС».
В целом, согласно заявлению статс-секретаря Роскосмоса Дениса Лыскова, к средине мая 2015 года вследствие санкций и роста курса валют Российская космическая программа подорожала приблизительно на 30 %. Данные экономические трудности привели к оптимизации бюджета и полной перестройке всей космической программы.
Несмотря на осуществляемую программу импортозамещения, западные транзисторы, микросхемы, интегральные схемы в производстве российского вооружения все ещё составляют до 90 %; при этом основными поставщиками являются западные страны, которые ввели в отношении России санкции. По мнению заместителя ОАО «КБТЭМ-ОМО» Владимира Зуева, это существенно осложняет модернизацию российского военного производства.

#### Последствия для топливно-энергетического комплекса
Нефтяная компания «ЛУКОЙЛ» из-за санкций была вынуждена сократить инвестиционную программу; чистая прибыль Лукойла к третьему кварталу 2014 г. сократилась по сравнению с прошлым годом наполовину.
Нефтяная компания «Роснефть» попросила государство оказать финансовую помощь в размере 1,5 трлн руб в связи с американскими санкциями для поддержания ликвидности.
Газовая компания «Газпром» из-за санкций была вынуждена прибегнуть к оптимизации ценовой политики и географической диверсификации рынков сбыта. Компания также пострадала от запрета на поставки технологий, которые ей нужны для добычи на арктическом шельфе.
Компания «НОВАТЭК» в связи с санкциями обратилась за финансовой помощью к российским властям. По заявлению министра финансов Антона Силуанова, компании будут выделены средства из Фонда национального благосостояния РФ.
По оценкам Леонида Федуна, сокращение добычи нефти в России в результате санкций может составить до 7 процентов в год.

#### Последствия для других российских компаний
30 июля 2014 года в связи с санкциями приостановила свою работу российская авиакомпания-лоукостер «Добролёт», дочернее предприятие «Аэрофлота». Санкции Евросоюза против «Добролёта» объяснялись тем, что, осуществляя полёты в Симферополь, лоукостер «облегчал интеграцию Крыма в РФ». Основной проблемой стал отказ ирландской компании SMBC Aviation Capital предоставить в лизинг самолёты Boeing 737-800NG, которые должны были стать основой авиапарка «Добролёта». Одновременно немецкая Lufthansa Technik отказалась осуществлять техническое обслуживание самолётов. Возникли проблемы и со страхованием авиарисков.
Московский метрополитен в связи с санкциями со стороны Украины был вынужден сменить украинского поставщика тюбингов, которые используются в конструкции тоннелей метро, на российского.

#### Последствия запрета на выдачу виз
В ноябре 2014 года российская газета «Известия» опубликовала статью, в которой указывалось, что введённый в марте запрет на выдачу виз жителям Крыма через дипломатические представительства стран Евросоюза в России фактически не действует. Согласно данной статье, туркомпании и визовый центр VFS Global заявили, что московские посольства Греции, Италии, Нидерландов и Чехии на практике визы крымчанам выдают. По мнению вице-президента Российского союза туриндустрии Александра Осауленко, это стало результатом лоббирования со стороны местного бизнеса
В дальнейшем данное утверждение было опровергнуто посольством Греции в России. В российском посольстве Чехии заявили, что крымчане, как и раньше, должны подавать документы на визу только в консульства и визовые центры на Украине.

### Для союзных России стран и территорий

#### Армения
Согласно заявлению Министра экономики Армении Карена Чшмаритяна, по состоянию на конец ноября 2014 года в связи с влиянием введённых против России санкций стало наблюдаться снижение темпов экспорта.

#### Белоруссия
Согласно заявлению президента Белоруссии Александра Лукашенко, к началу июня 2015 года из-за обвала российских рынков, западных санкций и эмбарго белорусская экономика потеряла почти 3 миллиарда долларов США.

#### Приднестровье
Согласно заявлению президента непризнанной Приднестровской Молдавской Республики Евгения Шевчука, по состоянию на конец 2014 года в результате мировой экономической нестабильности и политики санкций приднестровские предприятия, экспортирующие либо экспортировавшие продукцию в Россию, были вынуждены сократить объёмы производства. Также явно проявилась нестабильность валют, снизился спрос на рынках товаров и услуг, заметно упала деловая активность.

### Для авиакомпаний
После введения в марте 2014 года запрета на полеты через воздушное пространство Крыма украинские власти стали налагать штрафы на авиакомпании, которые этот запрет нарушали. Однако только в ноябре 2019 года властям Украины удалось получить первый штраф с иностранной авиакомпании (5,8 тысячи долларов с казахстанской «Авиакомпании Euro-Asia Air») за полет над Крымом, хотя к тому времени общая сумма штрафов, выписанных только российским авиакомпаниям, превысила 56 млн долларов.

## Экономические последствия ответных санкций России

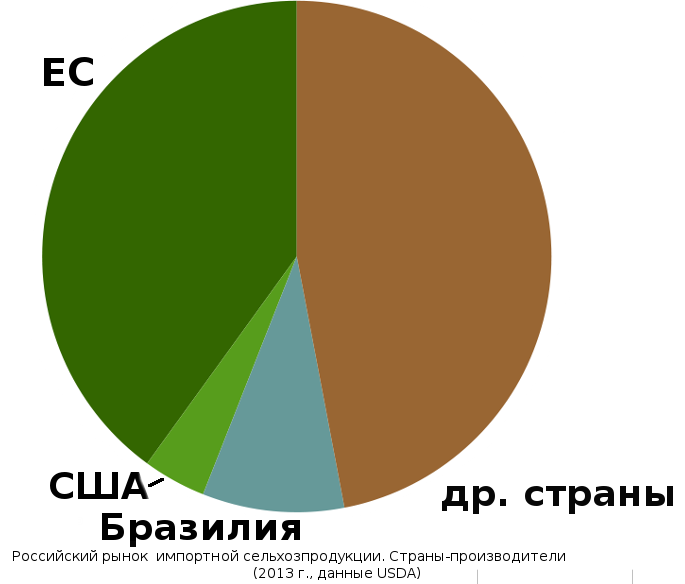
Происхождение товаров на российском рынке импортной сельхозпродукции

В 2013 году 40 % от ввезённой в Россию сельскохозяйственной продукции было произведено в ЕС, ещё 4 % — в США. В Калининградской области 80 % всего продовольственного импорта поступало из ЕС. В 2013 году страны, попавшие под действие российского эмбарго в 2014 году (ЕС, США, Австралия, Канада и Норвегия), ввезли в Россию товаров, запрещённых в 2014 году, на сумму в 9058,2 млн долларов США. Страны, попавшие в 2015 году под вторую волну эмбарго (Исландия, Черногория, Албания и Лихтенштейн), ввезли в 2013 году в Российскую Федерацию запрещённых по эмбарго товаров на общую сумму в 170,8 млн долларов (почти вся эта сумма пришлась на Исландию). Украина, попавшая под российское эмбарго в 2016 году, ввезла в Россию в 2013 году запрещённых товаров на сумму в 727,5 млн долларов. Таким образом, суммарная стоимость подпадающих под все волны эмбарго товаров составила на 2013 год около 10 млрд долларов в год.

### Для стран, подвергшихся российскому эмбарго
Значительных последствий для экономики большинства стран ЕС российское эмбарго не имело. Это связано с тем, что для большинства стран, подвергшихся эмбарго, экспорт сельскохозяйственной продукции в Россию был невелик. Больше всего должны были пострадать страны, для которых Россия была основным рынком сбыта того или иного запрещённого в рамках эмбарго товара.
Таких стран было немного:
- Исландия — 31 % экспорта мороженой рыбы (за период с сентября 2014 года по август 2015 года) отправлено в Россию;
- Финляндия — 29 % экспорта мяса птицы, 32 % экспорта рыбы, 77 % экспорта сыров, 60 % экспорта молока и сливок несгущённых без добавления сахара, 70 % экспорта сливочного масла (за 2013 год);
- Литва — 41 % экспорта свинины и 50 % экспорта сыров (2013 год);
- Эстония — 46 % экспорта рыбы, 37 % экспорта сыров (за 2013 год);
- Латвия — 34 % экспорта сыров (2013 год);
- Польша — 55 % экспорта яблок (2013 год);
- Бельгия — 25 % экспорта яблок (2013 год).
- Италия — к августу 2017 года экспорт страны потерял до 12 млрд евро и 200 тыс. рабочих мест[678].

Реальный ущерб от российского эмбарго странам ЕС оказался небольшим. Физические объёмы продовольственного экспорта из подвергшихся эмбарго стран в 2014—2015 году по основным позициям выросли. Заметно пострадали отдельные страны ЕС, испытав снижение экспорта по отдельным статьям. Пострадала Польша (объём экспорта яблок из этой страны в натуральном выражении в 2015 году был меньше, чем в 2013 году, на 30 %). Литва к 2015 году смогла найти замену российскому рынку в экспорте мяса птицы. На незначительные последствия эмбарго указывает тот факт, что Евросоюз выделил на ликвидацию его последствий небольшую сумму, из которой значительная часть оказалась невостребованной. Европейский союз создал специальную группу для снижения потерь от введённых Россией внешнеторговых ограничений. В частности, 125 млн евро было выделено Евросоюзом на компенсации фермерам, пострадавшим от российского эмбарго на период с августа по ноябрь 2014 года. На ноябрь 2014 года из этой суммы оказались востребованы лишь около 37 млн. Всего к лету 2016 года (то есть за два года действия эмбарго) ЕС выделил фермерам на ликвидацию его последствий только 280 млн евро.

### Для России
Для России эмбарго имел более значительные последствия — как положительные, так и отрицательные. По расчётам газеты «Ведомости» на основе данных Федеральной таможенной службы за 2013 год, на Евросоюз приходилось 37 % российского импорта мяса, 13 % — рыб и моллюсков, 33 % — продуктов животного происхождения (молока, яиц, мёда), 30 % — овощей, 24 % — фруктов, 39 % — готовой продукции из мяса и рыбы, 25 % — напитков, на долю США — 18 % импорта масличных и прочих семян и плодов и 12 % импорта мяса.
Негативными последствиями эмбарго стали:
- значительный рост розничных цен на пищевые продукты в России в 2014—2015 годах;
- уменьшение производства некоторых видов продовольствия в России;
- расширение практики использования пальмового масла при производстве сырных продуктов.

По данным Росстата, средняя розничная цена на яблоки в конце 2014 года составила 76,7 рубля за килограмм, что на 21 % выше, чем в конце 2013 года. За этот же период средняя розничная цена килограмма говядины (без бескостного мяса) увеличилась на 11 %, килограмма свинины (без бескостного мяса) — на 27 %, куры мороженые и охлаждённые подорожали на 27 %, сливочное масло — на 16 %, рыба мороженая неразделанная — на 22 %, сыры сычужные твёрдые и мягкие — на 19 %. Связь роста цен на пищевые продукты и эмбарго подтвердил в октябре 2014 года президент России Владимир Путин. В 2015 году цены на санкционные пищевые продукты заметно поднялись. К декабрю 2015 года по сравнению с декабрём 2014 года повышение цен составило:
- на рыбу мороженую и разделанную — 24 %;
- на рыбу живую и охлаждённую — 23 %;
- на сливочное масло — 11 %;
- на яблоки — 14 %;
- на говядину — 16 %;
- на сухое молоко — 20 %.

Кроме того, после введения эмбарго в России сократилось производство некоторых санкционных пищевых продуктов. За 2013—2015 годы в России заметно сократилось производство живой и охлаждённой рыбы (с 1461 тыс. тонн до 1175 тыс. тонн) (на 20 %). При этом ежегодный общий вылов рыбы и добыча иных биоресурсов за этот период увеличились с 4296,8 тыс. тонн до 4492,5 тыс. тонн (на 5 %).
В условиях эмбарго российские производители сыров и иной продукции из молока стали активнее использовать дешёвые заменители цельного молока при производстве — пальмовое масло и сухое молоко. Соответственно возрос импорт этих продуктов. В 2015 году по сравнению с 2014 годом Россия ввезла на 26 % пальмового масла больше, чем в 2014 году. Поставки сухого молока в Россию (в основном из Белоруссии) увеличились в 2015 году на 11 %. При этом собственное годовое производство молока за 2013—2015 годы в России почти не изменилось: оно возросло с 30528,8 тыс. тонн до 30796,9 тыс. тонн (на 1 %), то есть прирост составил около 1 %. Производство в России сыров и сырных продуктов в 2015 году составило около 580 тыс. тонн, превысив уровень 2014 года на 17,6 %. Рост был достигнут более широким использованием в производстве сырной продукции пальмового масла. В 2014 году производство сырных продуктов (это сыры, где часть молочных жиров заменена на растительные, прежде всего пальмовое масло) в России увеличилось на 24 %, достигнув 116 тыс. тонн.
Положительным последствием эмбарго стал тот факт, что за 2013—2015 годы в России заметно возросло годовое производство мяса птицы и свинины (в живом весе, на убой):
- птица на убой (в живом весе) — с 3830,9 тыс. тонн до 4535,5 тыс. тонн (на 18 %);
- свиньи на убой (в живом весе) — с 2816,2 тыс. тонн до 3098,7 тыс. тонн (на 10 %).

### Для стран, не подвергшихся российскому эмбарго
Из стран и территорий, не подвергшихся эмбарго, которые смогли заработать на нём, особое место занимают Фарерские острова. Эта датская территория, которая не входит в ЕС, смогла нарастить поставки в Россию охлаждённого лосося. При этом Фарерские острова почти сразу после введения эмбарго подняли цены для российских поставщиков. Фарерские острова заметно увеличили поставки в Россию рыбной продукции в 2014—2015 годах:
- Рыбы свежей и охлаждённой — на 10 тыс. тонн (в 2 раза);
- Рыбы мороженой — на 51 тыс. тонн (более, чем в 2 раза);
- Филе рыбы — на 0,3 тыс. тонн.

Скорее негативные последствия эмбарго имело для Белоруссии. Увеличение поставок белорусских продуктов (из попавших под эмбарго) в 2015 году по сравнению с 2014 годом составило:
- Говядина свежая и охлаждённая — на 17 тыс. тонн;
- Говядина замороженная — на 6 тыс. тонн;
- Мясо птицы — на 26 тыс. тонн;
- Рыба сушёная, солёная, копчёная — на 7,3 тыс. тонн;
- Молоко, сливки несгущённые и без добавления сахара — на 23 тыс. тонн;
- Молоко, сливки сгущённые или с добавлением сахара — на 24 тыс. тонн;
- Сливочное масло и прочие жиры и масла — на 14 тыс. тонн;
- Сыры и творог — на 31 тыс. тонн;
- Яблоки, груши и айва свежие — на 311 тыс. тонн (более, чем в 2 раза).

Из этих цифр видно, что Белоруссия смогла за счёт эмбарго нарастить экспорт в Россию прежде всего яблок и груш, а также сыров и творога. При этом значительная часть поставок фруктов из Белоруссии явно была реэкспортом. Российские власти уже в 2014 году стали бороться с реэкспортом санкционной продукции. С 24 ноября 2014 года появились сообщения о досмотре Россельхознадзором продукции из Белоруссии и Казахстана в связи с участившимися случаями поставок запрещённых продуктов (Белоруссия и Казахстан входят вместе с Россией в Таможенный союз, и их товары официально не должны досматриваться). В ответ Белоруссия ввела досмотр грузового транспорта на границе с Россией. В январе 2015 года досмотр вновь был отменён. Однако справиться с реэкспортом запрещённой продукции через Белоруссию российским властям не удалось. По словам заместителя Генерального прокурора России Владимира Малиновского, объём поставок белорусских яблок, груш и грибов в 2015 году в 5 раз превысил собранный в этой стране их урожай за 2015 год. После этого заявления, в декабре 2016 года Россельхознадзор ввёл фитосанитарный режим на реэкспорт растительной продукции из Белоруссии. Ранее в 2016 году Россельхознадзор ввёл ограничения на поставки в Россию продукции 13 белорусских предприятий (восемь рыбоперерабатывающих и пять по производству молочной продукции, использующих сырьё из третьих стран. Впрочем, 2014—2016 годы не стали временем процветания белорусской экономики. По итогам 2015 года белорусский рубль был девальвирован по отношению к доллару США на 56 %. В конечном итоге Белоруссия не смогла заработать на российском эмбарго, так как в стоимостном отношении белорусские поставки уже в 2015 году оказались намного ниже, чем в 2013 году. Стоимость экспорта продовольственных товаров и сельскохозяйственного сырья из Белоруссии в Россию (по данным Белстата) составляла по годам:
- 2013 год — 4660,4 млн долларов;
- 2014 год — 4708,2 млн долларов;
- 2015 год — 3724,0 млн долларов.

Неоднозначные последствия эмбарго имело для Сербии. В Россию Сербия из санкционных товаров поставляла немного — в основном яблоки и груши, свинину, а также сыры и творог. Поставки из этой страны в Россию яблок, груш и айвы в 2015 году по сравнению с 2014 годом увеличились на 33 тыс. тонн. Однако ввоз в Россию сербской свинины в 2015 году уменьшился по сравнению с 2014 годом на 2 тыс. тонн.
Введение эмбарго не привело к значительному росту китайских поставок в Россию. В 2015 году в Россию выросли поставки из КНР (по сравнению с 2014 годом) только рыбы мороженой (на 7 тыс. тонн). Однако в 2015 году по сравнению с 2014 годом сократились поставки многих китайских продуктов:
- Филе рыбы — на 13 тыс. тонн;
- Рыба сушёная, солёная, копчёная — на 2,6 тыс. тонн (в 2 раза);
- Картофель свежий и охлаждённый — на 34 тыс. тонн;
- Яблок, груш и айвы — на 8 тыс. тонн.

Российское эмбарго не привело к заметному росту поставок запрещённых продуктов из Латинской Америки. Более того, поставки в 2014—2015 годах заметно сократились. Поставки из Аргентины в 2015 году уменьшились по сравнению с 2014 годом:
- Яблок, груш и айвы — на 25 тыс. тонн;
- Сливочного масла и прочих жиров — на 6,7 тыс. тонн (более, чем в 3 раза);
- Молока и сливок сгущённых или с добавлением сахара — на 4 тыс. тонн (примерно в 3 раза);
- Филе рыбы — на 1,1 тыс. тонн;
- Мяса птицы — более, чем на 13 тыс. тонн (более, чем в 2 раза);
- Говядины замороженной — более, чем на 15,5 тыс. тонн (более, чем в 2 раза).

Поставки из Бразилии в 2015 году уменьшились по сравнению с 2014 годом:
- Говядины свежей и охлаждённой — на 4,8 тыс. тонн меньше (более, чем в 4 раза);
- Говядины замороженной — на 141 тыс. тонн (почти в 2 раза).

Исключением были поставки бразильской свинины, которые в 2014—2015 годах выросли на 49 тыс. тонн. Объёмы поставок чилийских продуктов (свинины, рыбы мороженой) в 2015 году остались примерно на том же уровне, что и в 2014 году.

### Для Украины и Турции
Украина и Турция не подвергались эмбарго до 1 января 2016 года и могли нарастить в Россию экспорт санкционной продукции. Однако Турции не удалось существенно увеличить поставки санкционной продукции в России. В стоимостном отношении они оставались на одном уровне:
- 2013 год — 1068,2 млн долларов США;
- 2014 год — 1101,0 млн долларов США;
- 2015 год — 900,5 млн долларов США.

Ещё меньше выиграла от эмбарго Украина. В 2013—2015 годах ежегодные поставки подсанкционной продукции с Украины в Россию сократились более, чем в пять раз в стоимостном отношении: с 727,5 млн долларов США до 143,3 млн долларов США.

## Реакция в мире на введение санкций

### На санкции, введённые против России
Страны БРИКС (сама Россия, Бразилия, Индия, Китай и ЮАР) на VI саммите БРИКС в июле 2014 года осудили «односторонние военные интервенции и экономические санкции, нарушающие международное право и общепризнанные нормы международных отношений», по мнению различных аналитиков, либо довольно прозрачно осудив санкции против России, либо дав понять, «что никакой значимой поддержки (даже вербальной) „новые центры силы“ Москве не окажут».
 Северная Македония в сентябре 2014 года ранее заявляла, что не намерена участвовать во введённых Евросоюзом санкциях против России.
 Сербия в ноябре 2014 года исключила возможность присоединения к санкциям Евросоюза против России.
 Индия в декабре 2014 года подтвердила, что не поддержит никакие экономические санкции против России.
 Босния и Герцеговина:
- Республика Сербская в октябре 2015 года заявила, что не позволила Боснии и Герцеговине ввести санкции против России[704].

 Зимбабве в апреле 2016 года договорилось с Россией о совместной борьбе с санкциями США и Евросоюза.
 Азербайджан в августе 2016 года выступил против санкций, применяемых в отношении России и Ирана.
 Сирийская оппозиция в октябре 2016 года признала успешными санкции Евросоюза против России из-за ситуации на Украине и призвала ввести аналогичные меры в связи с конфликтом в Сирии.

### На ответное эмбарго России
Беларусь отказалась поддержать российский запрет на импорт продовольствия из стран, которые ввели санкции против России.
 Казахстан:
- Отказался поддержать российский запрет на импорт продовольствия из стран, которые ввели санкции против России[708].
- Подписал с Украиной, Грузией и Азербайджаном протокол о льготных тарифах на грузоперевозки по маршруту в обход России[709].

 Азербайджан подписал с Украиной, Грузией и Казахстаном протокол о льготных тарифах на грузоперевозки по маршруту в обход России.

## Противодействие санкциям
Италия, Венгрия, Греция, Франция, Кипр и Словакия относятся к числу государств ЕС, которые наиболее скептически относятся к санкциям и призывают к пересмотру этой политики. Премьер-министр Венгрии Виктор Орбан заявил, что Европа «выстрелила себе в ногу», введя экономические санкции. Премьер-министр Болгарии Бойко Борисов заявил: «Я не знаю, каким образом санкции затронули Россию, но Болгария серьёзно пострадала». Президент Чехии Милош Земан и премьер-министр Словакии Роберт Фицо также заявили, что санкции должны быть отменены. В октябре 2017 года министр иностранных дел и торговли Венгрии Петер Сийярто добавил, что санкции «абсолютно бесполезны», потому что Россия не несёт угрозы для Венгрии.
В августе 2015 года британский аналитический центр Bow Group выпустил доклад о санкциях, в котором содержался вывод о необходимости их отмены. Согласно докладу, санкции имели «неблагоприятные последствия для европейского и американского бизнеса, а в случае продления … они могут иметь ещё более пагубные последствия»; потенциальный ущерб от санкций для западных стран оценивался более чем в 700 млрд долл.
В сентябре 2019 года депутат бундестага ФРГ Социал-демократической партии Бернд Вестфаль заявил, что правительство ФРГ должно поддержать курс президента Франции Эмманюэля Макрона на восстановление отношений с Россией. По его мнению, после 5 лет санкций «необходимо сделать первый шаг». Представитель партии «Левая» Клаус Эрнст оценил шансы на отмену антироссийских санкций Евросоюзом как высокие, подчеркнув, что Берлин понёс наибольший ущерб от взаимных экономических ограничений.

## Комментарии
1. ↑  Источники, на основании которых была создана карта, см. в описании изображения